# Ciudadela de Carcasona
La ciudadela o ciudad histórica fortificada de Carcasona es un conjunto urbano y arquitectónico fortificado singular que constituye la parte más antigua del núcleo poblacional de la comuna francesa de Carcasona, también conocida en francés como Cité de Carcassonne o simplemente la Cité y en occitano como Ciutat de Carcassona. 
Constituida en gran parte por elementos conservados desde la Edad Media, tras un período de abandono la ciudad fue restaurada con fines monumentales a partir de la segunda mitad del siglo XIX, con intervención de Eugène Viollet-le-Duc; fue declarada Patrimonio de la Humanidad por el programa de la Unesco en 1997, está catalogada como Gran Sitio de Francia, y su castillo y murallas como Monumento histórico por el Estado francés, siendo uno de los centros turísticos más visitados de Francia. 
La ciudad fortificada está situada sobre una elevación en la orilla derecha del río Aude, frente a la ciudad moderna, y muestra en sus diferentes edificios y elementos arquitectónicos defensivos la huella entre el período prerromano, su abandono en el siglo XVII y su posterior recuperación, su pasado en el que ha sido sucesivamente un enclave protohistórico, una ciudad galo-romana, una plaza fuerte visigoda, ocupada por los musulmanes, capital del Condado de Carcasona, del Vizcondado de Carcasona, para pasar finalmente a ser cuartel general del ejército real francés, en tanto que senescalía de Carcasona.
Rodeada por una doble muralla de 3 km de longitud, en su interior se conserva el aspecto de las ciudades medievales europeas con calles angostas y tortuosas, edificaciones de fachadas con entramados, barrios de artesanos y gremistas, junto con elementos propios, como el castillo de los condes de Carcasona y la basílica de Saint-Nazaire.

## Situación geográfica

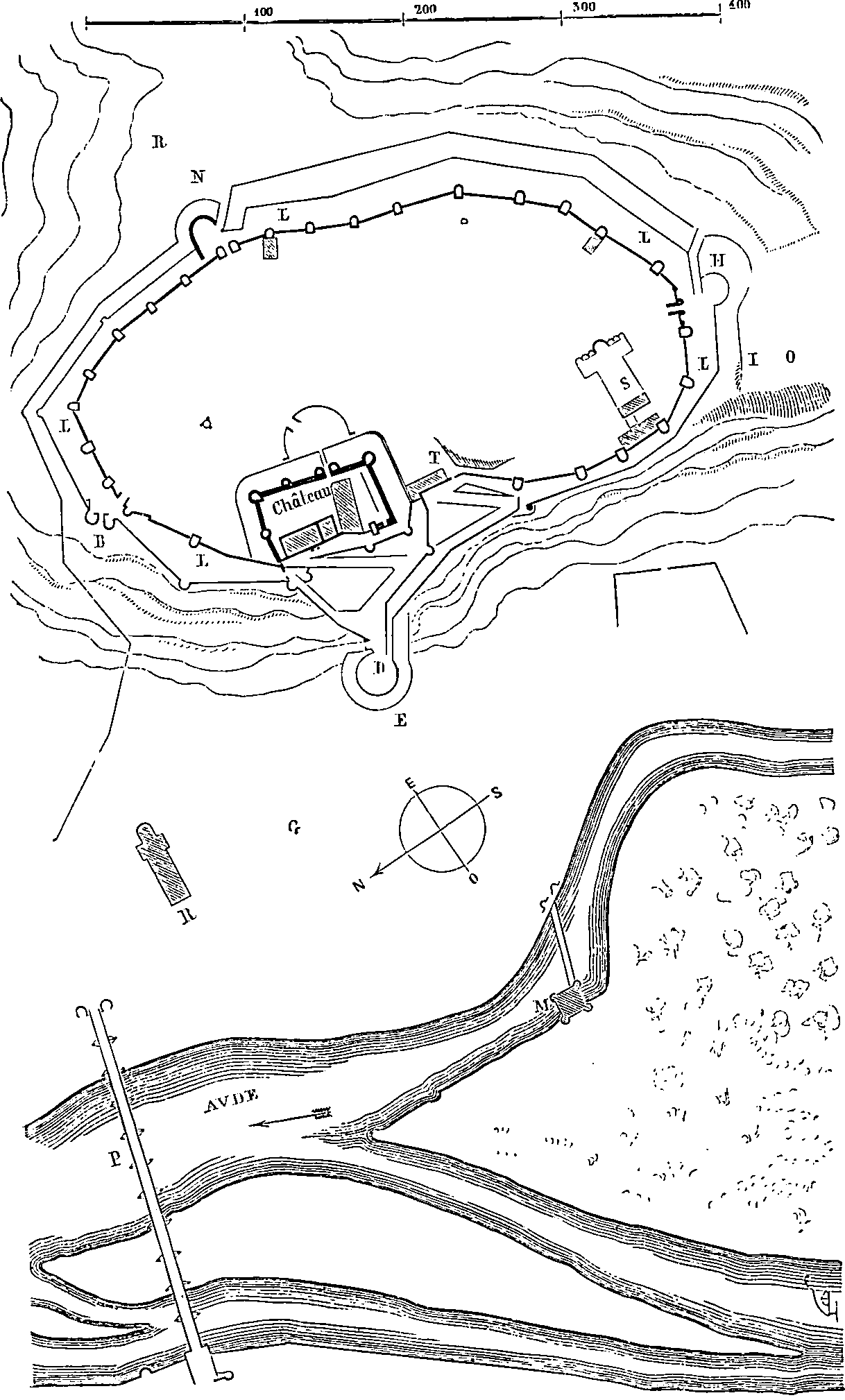
Croquis topográfico de Viollet-le-Duc representando el emplazamiento de la Cité de Carcasona.

La Cité se encuentra emplazada al sudeste de la ciudad moderna de Carcasona existente a sus pies y ocupa un pequeño promontorio encarado a un vado natural del río Aude (la ciudad actual se ubica al otro lado del río), aunque con posterioridad se construyó un puente sobre el mismo. La posición del oppidum fortificado permitía así no solo un fácil acceso a una fuente segura de suministro de agua potable, sino que además permitía el control eficiente de las vías de comunicación en la zona, que confluían en dicho vado.
Adyacente a la Cité se encuentra la llamada ciudad baja o bastida de Saint-Louis, en realidad un barrio de la ciudad moderna de Carcasona, que ocupa el espacio que queda libre entre la Cité y el río Aude, junto al Pont vieux o Puente viejo, que la conecta al resto del casco urbano.
Por su parte, el castillo, auténtico núcleo del lugar, está ubicado al norte, enfrentando directamente el vado y el actual puente.

## Historia

### De la Edad del Hierro a los visigodos
Excavaciones arqueológicas, restos de cerámica (ánforas, vasos, platos, etc.) y el legado de manuscritos de autores latinos clásicos manifiestan la existencia de un oppidum fortificado con importante actividad comercial, Carcaso, en la loma del montículo donde está emplazado el castillo condal. Datado del siglo VI a. C., aproximadamente en el 3000 a. C. fue ocupado por los volcas tectósages, pueblo tribal celta proveniente de Europa central, que conquistó la zona a los íberos languedocienses.
El opiddum, por su situación estratégica en relación con las vías de comunicación, con recursos inmediatos y control visual del entorno, se convirtió en una de las plazas fuertes de los volcas, desde donde dominaban la región, cultivaban las tierras y extraían oro de la mina de Salsigne para fabricar lingotes y joyas como ofrendas a sus dioses. El autor romano Plinio el Viejo menciona este emplazamiento protourbano en su escrito Naturalis Historia bajo el nombre de Carcaso Volcarum Tectosage.
En el año 122 a. C., el poder de la Roma republicana llega a estas tierras, que muy pronto quedan incluidas en la provincia de la Gallia Narbonensis, que bajo el emperador Augusto pasa a ser una provincia senatorial, es decir, puesta bajo el control del Senado romano, en el 22 a. C.
Bajo la pax romana, la ciudad de Carcaso, ahora colonia romana con el nombre de Colonia Julia Carcaso, conoce un importante auge económico, motivado por su situación al borde de una de las vías romanas, la vía Aquitania, que comunicaba Narbo con Burdigala, pasando por Tolosa. Por otra parte, el río Aude (el río Atax en la época) permitía por entonces la navegación con embarcaciones de fondo plano, lo que contribuyó al despegue comercial de la colonia.
Durante el siglo III, en el marco de lo que la historiografía denomina como invasiones bárbaras de los pueblos germánicos, especialmente de los francos, la inseguridad hizo que los habitantes de la ciudad diesen inicio a la construcción de fortificaciones, o tal vez a una importante ampliación de las obras existentes con anterioridad. En cualquier caso, las fuentes conservadas (en concreto el texto de un peregrino) hablan de la existencia de un sistema de fortificaciones consolidadas ya en el año 333, al citar el castellum de Carcasona. Las obras de esta época son todavía visibles en algunos lienzos de la muralla, a la vez que sirven como cimiento en la mayor parte del trazado de la muralla actual, más moderna. También son ejemplos de este período algunas de las 52 torres existentes, como la de la Marquière, la de Sansón o la del Molino de Avar. Las obras de fortificación confirieron seguridad a los habitantes de la ciudad, a la vez que ayudaron a la protección del vado sobre el río Aude y de las rutas comerciales y de comunicación.

Extensión del Reino visigodo de Tolosa hacia el año 500, indicando su capital en la actual Toulouse.

Durante el período de decadencia del Imperio romano, la ciudad de Carcasona logró resistir a los asedios sufridos con motivo de las incursiones de los pueblos germánicos, pero hacia mediados del siglo V, Carcasona quedó incluida en el llamado Reino visigodo de Tolosa, con capital en Toulouse, tras la ocupación del Languedoc por el pueblo visigodo. De este modo, la ciudad de Carcasona pasó a ser una de las fortificaciones que protegían la frontera norte del nuevo reino, tras la pérdida ante los francos de las zonas septentrionales del reino. Por entonces, se continuó con las obras de fortificación de la ciudadela, habida cuenta de su nuevo papel como fortaleza de frontera, que quedó acrecentado tras la derrota del rey visigodo Alarico II en la batalla de Vouillé el año 507 ante las tropas del rey franco Clodoveo I, lo que conllevó la pérdida de la mayor parte del territorio hoy francés, salvo Septimania y la ciudad de Carcasona.
Todavía en el año 508, la ciudadela de Carcasona sufrió un nuevo asedio franco, nuevamente fracasado. No obstante, en 585, Gontrán I, rey de Burgundia (la actual Borgoña) logró ocupar la ciudad, aunque fue rápidamente expulsado de la misma por los visigodos, que la mantuvieron en su poder hasta el año 713, en que su reino se hundió definitivamente ante la Invasión musulmana de la península ibérica del año 711.
Durante el siglo VI y bajo el dominio visigodo se fundó la diócesis de Carcasona, al igual que las de Agde y de Maguelonne (esta última en una ciudad, Maguelonne, arrasada en 737 por los francos, junto a la actual Villeneuve-lès-Maguelone). Las demarcaciones coincidían casi exactamente con los límites de los condados respectivos, dependientes del arzobispado de Narbona. Como sede episcopal de la nueva diócesis, los visigodos construyeron en la ciudadela una catedral, hoy desaparecida.

### Época feudal
En el año 725, Carcasona fue ocupada por los árabes, tras el hundimiento del reino visigodo a raíz de la invasión árabe de la península ibérica. Los musulmanes mantuvieron en su poder la ciudad hasta el 752, fecha en la que la ciudad fue tomada por un ejército franco al mando de Pipino el Breve, dando así inicio a la relación de la ciudad con el antecedente político de la actual Francia. La conocida leyenda de la Dame Carcas tiene muy posiblemente su origen en este episodio de la historia bélica de la ciudad.
Vinculada pues al reino franco, la ciudad siguió las vicisitudes de este, incluyendo la expansión del feudalismo. Durante el período feudal la ciudad gozó de un período de crecimiento económico, pero también vio cómo las defensas y fortificaciones de la ciudad crecían, habida cuenta de la situación de frontera con el mundo islámico en que se encontraba la ciudad en esa época.
Así, en el año 1096 se iniciaron las obras de la catedral de la ciudadela, para poco después darse inicio en el siglo XII a la edificación de un castillo como núcleo central de defensa del lugar. El castillo comenzó su construcción con dos edificios separados ubicados paralelamente entre sí y destinados a residencia (logis señorial), añadiéndose hacia 1150 una capilla que los unía, quedando así un edificio en forma de «U» alrededor de un patio central. En 1240 se amplió el castillo con un segundo piso.
En el período feudal tuvo lugar el nacimiento del condado de Carcasona, como entidad político-administrativa dotada de personalidad propia dentro del reino carolingio de Carlomagno. El primer conde conocido habría sido Bellón, procedente de una familia de origen visigodo, que ocuparía el cargo entre 790 y 810. De cualquier modo, es importante destacar que la elección para el cargo recaería en alguien vinculado al territorio sobre el cual ejercía su función, y cuyos sucesores mantuvieron siempre vínculos con los territorios hispanos. La función del comes (conde) era la de administrar la ciudad y el territorio que la rodeaba en nombre del reino carolingio. En cualquier caso, la familia de esta primera dinastía condal rápidamente se vinculó a los condes de Barcelona y a los condes de Tolosa. Así, por ejemplo, Bernardo de Septimania, hijo de Guillermo I de Tolosa, fue conde de Barcelona entre el 826 y el 832 y, de nuevo, entre el 835 y el 844, y conde de Carcasona entre 837 y 844. De este modo, a pesar de la conquista franca un siglo atrás, Carcasona retomaba su interrumpido contacto con la tradición visigoda y con la península ibérica.
Por otra parte, a partir del siglo IX el uso de la expresión latina Cives Carcasso, Ciudad de Carcasona, se hace habitual en la documentación, textos y cartas oficiales. Cabe recordar que de la primera parte, Cives (ciudad) es de donde deriva directamente el apelativo de La Cité (en francés) por el que se la conoce habitualmente, que no es sino la traducción al francés del occitano La Ciotat.
En el año 1082 Ramón Berenguer I, conde de Barcelona y titular del condado de Carcasona, es asesinado por su hermano y se pierde el territorio cuyos derechos feudales habían sido comprados por su antecesor, Ramón Berenguer I en 1067. Pasa a manos de la familia Trencavel, que hizo de este modo su entrada en la historia del lugar. La familia Trencavel era la titular del vizcondado de Albi y de Bésiers, y pretendía tener derecho al condado, ya que Bernardo Aton IV Trencavel era hijo de Ermengarda de Carcasona, a su vez hija de Ramón II de Carcasona. No obstante, puesto que en realidad los derechos pertenecían a la casa condal de Barcelona, los Trencavel no asumieron el título de condes manteniendo el vasallaje a Barcelona, sino que se contentaron con crear el vizcondado de Carcasona, aunque gobernaron de hecho un amplio conglomerado de vizcondados, que llegaba hasta la ciudad de Nîmes. Sin embargo, Bernardo Aton prometió entregar Carcasona a Ramón Berenguer III tras la muerte del padre de este, Ramón Berenguer II, en el marco de los acuerdos pactados para superar el enfrentamiento.
Bajo el dominio de Bernardo Aton IV, vizconde de Carcasona, Albi, Nîmes, Béziers, Rasez y Agde, la ciudad conoció un nuevo período de frenesí constructivo, simbolizado con la autorización en 1096 para la construcción de una catedral, la de Saint-Nazaire, cuyos materiales bendijo el papa Urbano II, que predicaba por esas tierras la cruzada a los Santos Lugares. También es la época en la que se produjo la llegada al lugar de una nueva religión que rápidamente la Iglesia católica calificó de herejía: el catarismo, que marcaría profundamente el futuro de Carcasona. 
Cuando Bernardo Aton IV no cumplió su promesa de devolver Carcasona a la Casa de Barcelona, sino que aprovechó para afianzar y asegurar su dominio estableciendo relaciones con el condado de Tolosa, que a su vez mantenía graves conflictos de intereses con los condes barceloneses, Ramón Berenguer III hizo un primer intento de recuperación de la ciudad, fracasado, en 1093. 
En 1101 murió Ermengarda de Carcasona y su hijo Bernardo Aton IV Trencavel fue proclamado formalmente vizconde de Carcasona. Ese mismo año partió rumbo a las Cruzadas. Los carcasoneses, al constatar que no iban a cumplirse las cláusulas de los acuerdos por los que la ciudad debía ser devuelta a Barcelona, hicieron una primera sublevación en el 1107, rebelión que fue sofocada por Bernardo Aton, quien había regresado poco antes de Palestina, con la ayuda de Beltrán de Tolosa, conde de Tolosa y de Trípoli, aunque por un tiempo la ciudad estuvo en manos de Ramón Roger III. En 1112 un ejército barcelonés de Ramón Berenguer III se dirigió hacia Carcasona, pero la mediación del arzobispo de Narbona evitó la batalla, firmándose una tregua en la que Bernardo Aton reconocía la titularidad sobre Carcasona del conde de Barcelona. Sin embargo, en 1120 los carcasoneses negaron a Bernardo Aton el acceso por las puertas de la ciudad, aunque de nuevo logró imponer su autoridad. En 1130 Bernardo Aton ordenó la construcción de un castillo, al que denominó palatium. También ordenó la reparación de las antiguas murallas galo-romanas, con lo que, de hecho, la ciudad mejoró muy ampliamente su capacidad defensiva. Esta construcción supuso que la ciudad quedaba rodeada por una fortificación continuada en todo su perímetro. 
Mientras tanto, se formalizaba el matrimonio entre el conde de Barcelona Ramón Berenguer IV y Petronila, hija del rey Ramiro II de Aragón, formando una única entidad política en 1137, la Corona de Aragón, de la que se declara vasallo el vizcondado de Carcasona y Raséz.
Durante esta época era una ciudad próspera con una población de entre 3000 a 4000 personas incluyendo a los habitantes de las dos villas, cada una con mercado propio, que se construyeron fuera de las murallas: el burgo Saint-Vincent situado al norte y el burgo Saint-Michel situado al sur de la Puerta de Narbona. En 1192 se constituyó un consulado como órgano encargado de administrar la ciudad. Pocos años después, en 1229, fue dotada con un sistema jurídico de usos y costumbres, el derecho consuetudinario.

### Cruzada albigense
En 1208, el papa Inocencio III, ante el aumento y extensión del catarismo, decreta la Cruzada albigense. El conde de Tolosa y el vizconde de Carcasona son acusados de herejía y sus territorios se convierten en el objetivo principal del ataque por parte de los barones venidos de Francia. El 1 de agosto de 1209, la ciudad es asediada por los cruzados. Raymond Roger Trencavel se entrega a ellos el 15 de agosto a cambio de la vida de sus habitantes. Se destruyen los burgos de los alrededores de la ciudad. El vizconde muere de disentería en la prisión de su castillo el 10 de noviembre de 1209. Otras fuentes hablan de asesinato planeado por Simón de Montfort. 
La ciudad pasa a ser cuartel general de las tropas de la cruzada. Las tierras y ciudad se entregan a Simón de Montfort, jefe militar del ejército cruzado. Este muere en 1218 durante el asedio de Toulouse y su hijo, Amaury VI de Montfort, toma posesión de la ciudad, pero se manifiesta incapaz de administrarla. Cede sus derechos a Luis VIII de Francia, pero Raimundo VII de Tolosa y los condes de Foix se alían contra el rey. En 1224, Ramón Trencavel II toma posesión de la ciudad tras la fuga de Amaury.
Luis VIII lanza una segunda cruzada en 1226 y Ramón Trencavel debe huir. La ciudad de Carcasona entra a formar de los dominios del rey de Francia y se convierte en la sede de una senescalía. Un período de terror se instala en el interior de la ciudad entre los habitantes; la búsqueda y caza de los cátaros multiplica las hogueras en las plazas y se dan continuas denuncias salvajes, con la instalación de un Tribunal de la inquisición dentro del recinto de la ciudad.
Luis IX de Francia ordena la construcción del segundo recinto amurallado a fin de que la ciudad pueda soportar largos asedios y sitios. Trencavel, refugiado en Aragón, pretende recuperar sus tierras. Paralelamente el rey de Aragón, Jaime I el Conquistador, se considera una amenaza constante sobre la región, muy próxima a las fronteras de su reino, formando parte la ciudad del sistema defensivo de la frontera entre Francia y Aragón. 
Las primeras construcciones se efectúan en el castillo condal adosado a la muralla occidental. Este es rodeado con murallas y con torres incluso en la parte interior que da a la ciudad para garantizar la protección de los representantes de rey. A continuación, se comienza una segunda línea de fortificaciones de alrededor de un kilómetro y con catorce torres. Este recinto se remata con una barbacana que controla los accesos desde la zona que da al río Aude.
En 1240, Ramón Trencavel intenta recuperar la ciudad, con la ayuda de algunos Señores de la región. Ocupa los burgos situados sobre las orillas del Aude y obtiene la ayuda de sus habitantes que cavan túneles desde sus casas para minar la base de los recintos. El doble recinto desempeña su papel defensivo, ya que detiene el avance a Trencavel. La guarnición, mandada por el senescal Guillaume des Ormes, resiste eficazmente. Trencavel se ve obligado pronto a levantar el sitio y abandonar ante la llegada de los refuerzos del rey Luis IX. En 1247, renuncia a favor del rey a sus derechos sobre la ciudadela que es anexionada al reino francés definitivamente a la par que en lo sucesivo será gobernada por senescales.

### Época de dominio real
A partir de esta fecha, la Ciudadela no sufre más ataques ni tan siquiera durante la Guerra de los Cien Años. Las adaptaciones y ampliaciones se suceden, pudiéndose agrupar en tres fases. Los primeros trabajos se concentran en reparar las murallas y recintos, nivelar las lizas, añadir más pisos al castillo y construir la torre de la Justicia. La segunda fase de construcción tiene lugar bajo el reinado de Felipe III el Atrevido: se construye la puerta de Narbona, la torre del Tesoro, la puerta de Saint-Nazaire y toda la parte del recinto circundante amurallado exterior, así como la restauración o reparación de algunas antiguas torres galo-romanas y la barbacana del castillo condal. Las villas de Saint-Vincent y de Saint-Michel que lindan con la fortaleza son destruidas para evitar colusiones y ayudas entre sus habitantes y probables asaltadores como había sucedido durante el último asedio que sufrió la Ciudadela. Por último, la tercera y última fase de trabajos se desarrolla bajo el reino de Felipe el Hermoso y consiste en modernizar la fortaleza en su conjunto. Se reconstruyen numerosas partes del recinto utilizando las técnicas defensivas más recientes y se renuevan también las antiguas murallas situadas al oeste.

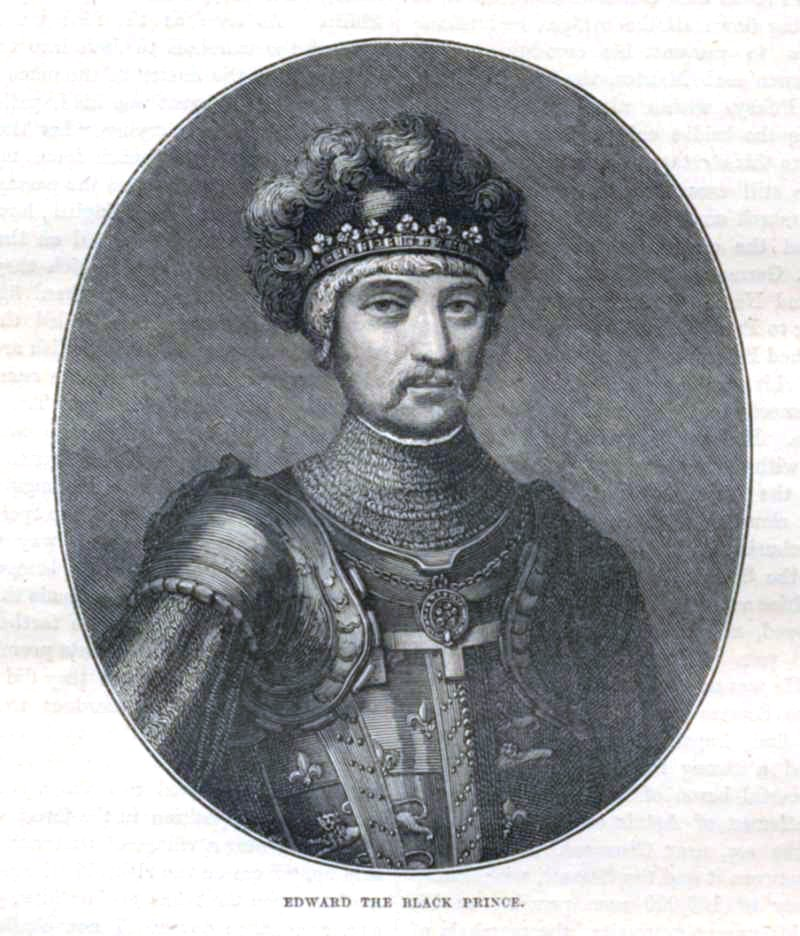
Eduardo de Woodstock, el Príncipe Negro, prefirió atacar los burgos adyacentes que a la propia Ciudadela, en 1355.

En 1258, el Tratado de Corbeil fija la frontera entre el reino de Francia y la Corona de Aragón cerca de Carcasona, en las Corbières. Luis IX renuncia a su soberanía feudal sobre Cataluña y el Rosellón, y como contrapartida el rey de Aragón renuncia a sus aspiraciones sobre las tierras del Languedoc. Carcasona se convierte en una plaza fuerte clave en el dispositivo de defensa de la frontera y de las mejor provistas de Francia; constituye la segunda línea de defensa persuasiva tras puestos más avanzados, denominados los "cinco hijos de Carcasona": los castillos de Peyrepertuse, Aguilar, Quéribus, Puilaurens y de Termes.
La Ciudadela no es atacada y gradualmente se va reduciendo el número de tropas instaladas; a finales del siglo XIV sus murallas y defensas medievales se vuelven obsoletas ante las nuevas armas ofensivas de pólvora, pero su situación fronteriza sigue siendo un punto clave estratégico y se mantiene una guarnición en su interior.
La Cité se convierte en prisión estatal en el siglo XV donde son encerrados los enemigos del rey de Francia, como Juan IV de Armañac. La peste diezmó la población de Carcasona y de la Cité en 1557. 
Entre 1560 y 1630, durante las Guerras de Religión en Francia, la ciudad sigue siendo un importante centro militar para los bandos católicos. Sufre ataques constantes por parte de los protestantes; en 1585, los hombres de Enrique I de Montmorency, hugonotes, atacan la fortaleza fracasando en el intento al ser rechazados por los "mortes-payes" (nombre de la guarnición emplazada en la ciudad amurallada en la época).
La muerte del rey Enrique III desencadena confrontaciones entre los habitantes de la ciudad baja, fieles a Enrique IV, su sucesor legítimo y al duque de Montmorency, y los de la Ciudadela que se niegan a reconocer al nuevo rey y toman partido en la Santa Liga de París. Durante los intensos combates que se prolongaron durante casi 2 años, los suburbios situados cerca de la puerta del Aude son destruidos en su totalidad y sellados los terrenos; el barrio de la Trivalle es incendiado. En 1592, los residentes en la Ciudadela aceptan finalmente al rey.

### LaCitécaída en el olvido
Tras la anexión del Rosellón a Francia por el tratado de los Pirineos, el papel militar de Carcasona quedó muy reducido, pues la distancia hasta la frontera española aumentó considerablemente. El papel de puesto de mando de la defensa de la frontera se trasladó a Perpiñán.
En 1657, el presidencial, jurisdicción existente en Carcasona, ya había sido transferido a la ciudad baja. La sede episcopal lo es en 1745, pasa de la catedral de Saint-Nazaire a la de Saint-Michel situada también en la ciudad baja, que prospera gracias a la industria textil. En 1790 es abolido el capítulo; palacio episcopal y claustro se venden y posteriormente son destruidos en 1795. En 1794, los archivos de la torre de Tesoro se pierden debido a un incendio. Bajo el Antiguo régimen y, a continuación, durante la Revolución francesa, la Cité se reduce a nivel militar a arsenal, almacén de armas y alimentos. Entre 1804 y 1820, se excluye de la lista de lugares de guerra y es reclasificada como de segunda clase. Pierde su autonomía y se convierte en un barrio de la comuna de Carcasona. El castillo condal se transforma en prisión y el ejército está dispuesto a cederla para ser demolida y aprovechar los materiales en nuevas construcciones. En las lizas se construyen viviendas y en las torres se instalan bodegas y graneros. La Ciudadela, abandonada a la ruina, se va deteriorando rápidamente.
La ciudad no solo tiene un declive social con el aumento de la pobreza, sino también un declive demográfico: es abandonada paulatinamente por sus habitantes más ricos y los pobres ocupan solo un barrio de tejedores. Entre 1819 y 1846, la población se reduce en aproximadamente un 3 %.
Pero el romanticismo puso de nuevo de moda el periodo medieval. Prosper Mérimée, a la sazón inspector general de Monumentos históricos, se interesó por las ruinas, al tiempo que Cros-Mayrevieille, historiador y periodista carcasonés, dedicaba sus esfuerzos a difundir su conocimiento. Fue así como se consiguió que en 1844 se encargara la reconstrucción de la Ciudadela a Viollet-le-Duc, una reconstrucción que actualmente resulta controvertida, como muchas otras de las que hizo.

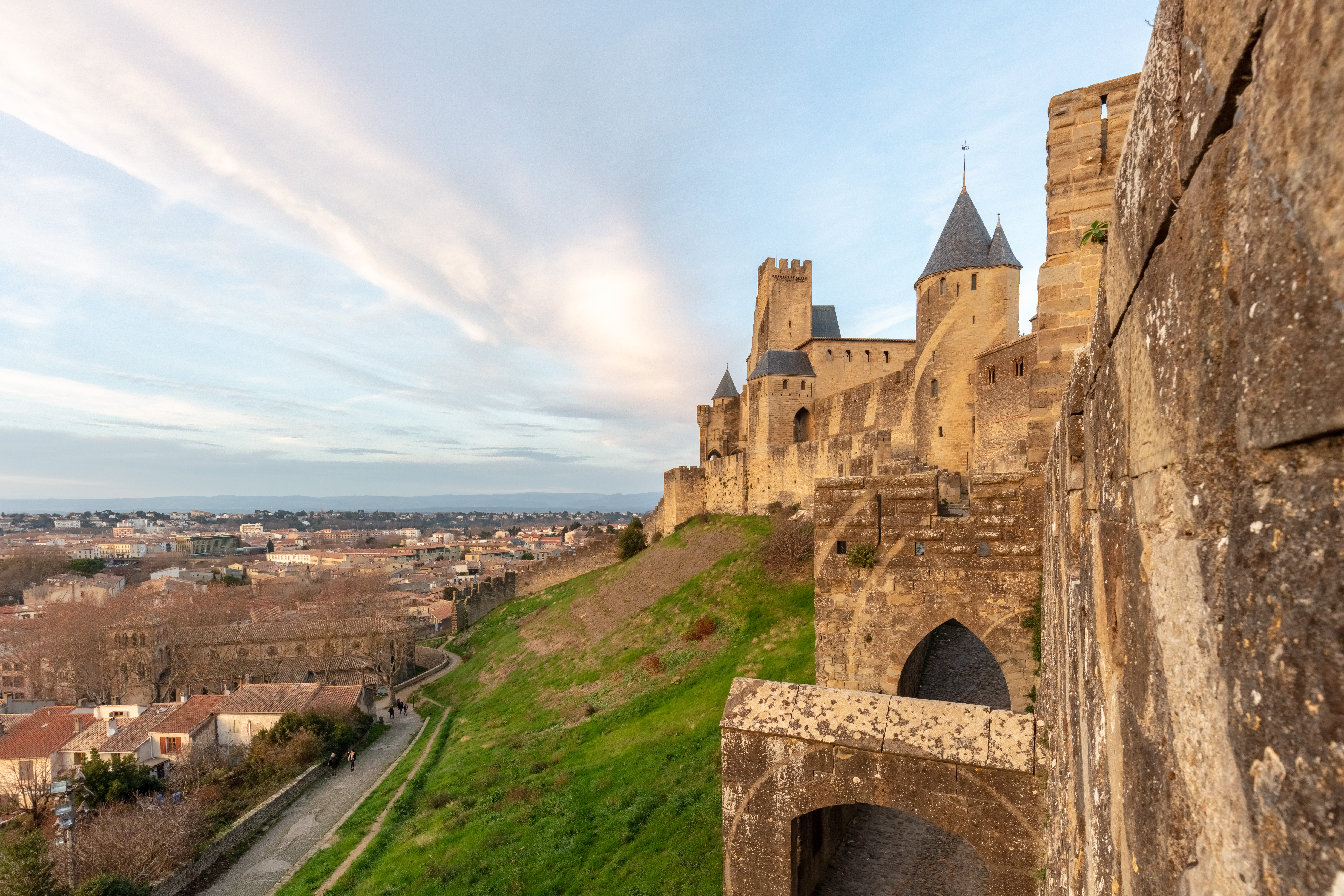
La Cité domina geográfica y visualmente la ciudad baja.

### Restauración por Viollet-le-Duc y polémica
En el siglo XIX, el arquitecto Eugène Viollet-le-Duc dirigió una amplia restauración de la muralla y de las torres de la ciudad, así como del castillo que contienen.

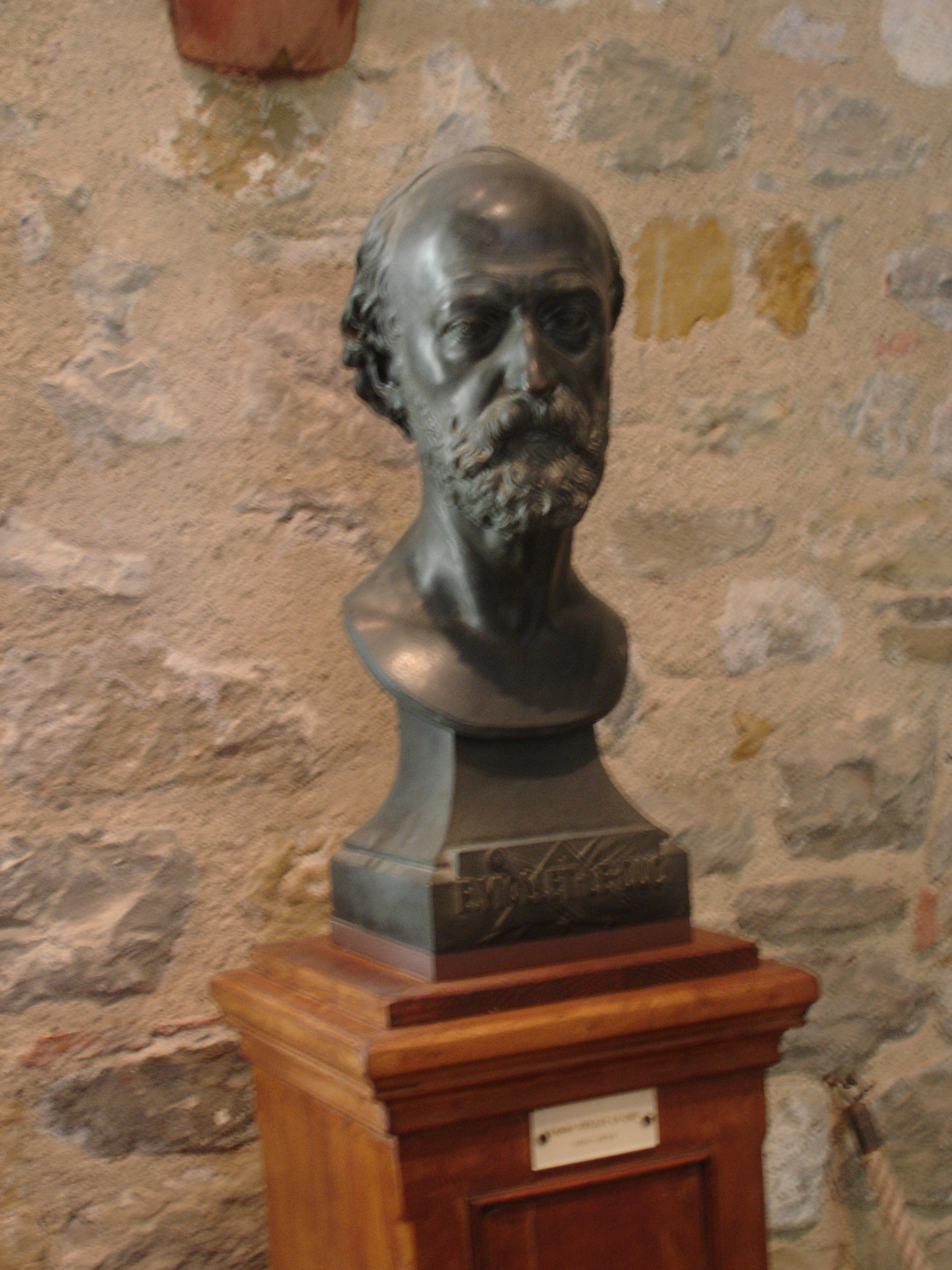
Busto de Eugène Viollet-le-Duc, arquitecto al que se debe la restauración y recuperación de la ciudad histórica.

Sin embargo, acostumbrado a reconstrucciones en territorios situados al norte de Francia, Viollet-le-Duc cometió errores que posteriormente se han revelado como de gran importancia. En efecto, no solo se utilizaron para la reconstrucción materiales no propios de la zona en la que se enmarca la Cité, como pizarra en colores oscuros, en vez de la tradicional teja en colores ocres, sino que además se modificó la propia estructura de las torres tanto de la muralla como del castillo, que en vez de estar rematadas por una terraza como es propio de la región, pasaron a estar cubiertas por una cúpula recubierta de lajas de pizarra.
Ello ha obligado modernamente a una larga y costosa intervención, que pretende reintegrar la fortaleza en su entorno, mediante la sustitución del elemento visual de más impacto, la pizarra, por otros elementos constructivos más adecuados a su entorno.
Por otra parte, ya desde el primer momento de inicio de las labores de restauración la intervención dirigida por Viollet-le-Duc fue objeto de fuertes críticas por parte de sus contemporáneos. De estas antiguas críticas, deben destacarse las del historiador y político Hippolyte Taine, o las del escritor y político Nicolas-Louis François de Neufchâteau.

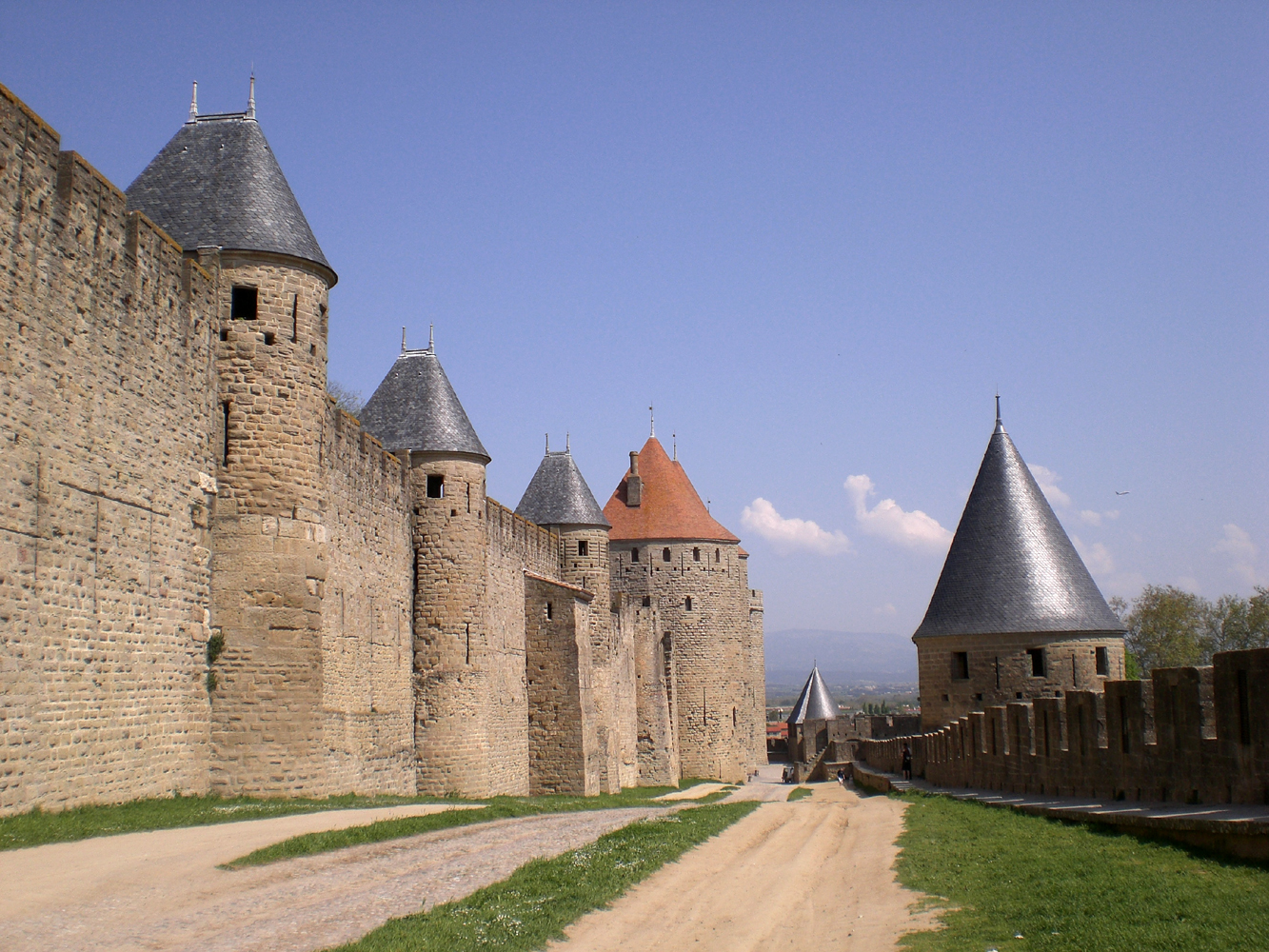
Vista del espacio entre las dos murallas (liza o intervallum), en el que se aprecia el uso en la reconstrucción por Viollet-le-Duc de las lajas de pizarra y la sustitución posterior con elementos más propios de la zona.

Las críticas de Hippolyte Taine están especialmente referidas a un punto de vista romántico de la Historia, entendiendo que las partes del conjunto monumental que se encontraban en ruinas no debían ser reconstruidas, ya que ello privaría a la Cité de Carcasona de buena parte de su encanto romántico.
De mayor enjundia y calado son las críticas de François de Neufchâteau, dirigidas a cuestionar el estilo de las restauraciones mismas, que llevan indudablemente la impronta personal del restaurador, Viollet-le-Duc, y su concepción mental de lo que debe ser un castillo o una fortaleza, acercando las restauraciones a un estilo gótico aunque con una reinterpretación de dicho estilo propia de la concepción decimonónica.
Otras críticas, referidas a detalles menores dentro del conjunto, pero que indudablemente afectan notablemente al resultado final, han sido expresadas a lo largo del tiempo.
Así, por ejemplo, se ha criticado la reconstitución del puente levadizo existente hoy junto a una de las puertas de la ciudad medieval, la puerta de Narbona, y que modernamente constituye el acceso principal al conjunto monumental.
No obstante, más allá de la mayor o menor importancia de las críticas acumuladas a lo largo de dos siglos, debe destacarse que gracias a la visión personal de Viollet-le-Duc ha sido posible llegar a la situación actual, en la que existe una presentación completamente coherente del conjunto, con independencia de que respecto de parte de los detalles de la reconstrucción posean mayor o menor fidelidad a la historia. Prueba de ello es que algunas de las concepciones de Viollet-le-Duc han quedado plenamente incorporadas a la ciudad fortificada, ya que se entiende que la propia reconstrucción es parte indisoluble de la historia del monumento.

### LaCitéactual y el turismo
La Cité de Carcasona es un lugar de gran atracción turística, no solo a nivel nacional de Francia sino con un alcance europeo, en razón del excelente estado de conservación del conjunto monumental. Por ese motivo, la mayor parte de las plantas bajas del interior del recinto amurallado han sido convertidas en locales comerciales orientados al turismo, en forma de restaurantes, locales de venta de recuerdos turísticos, joyerías, pastelerías, librerías u otros.

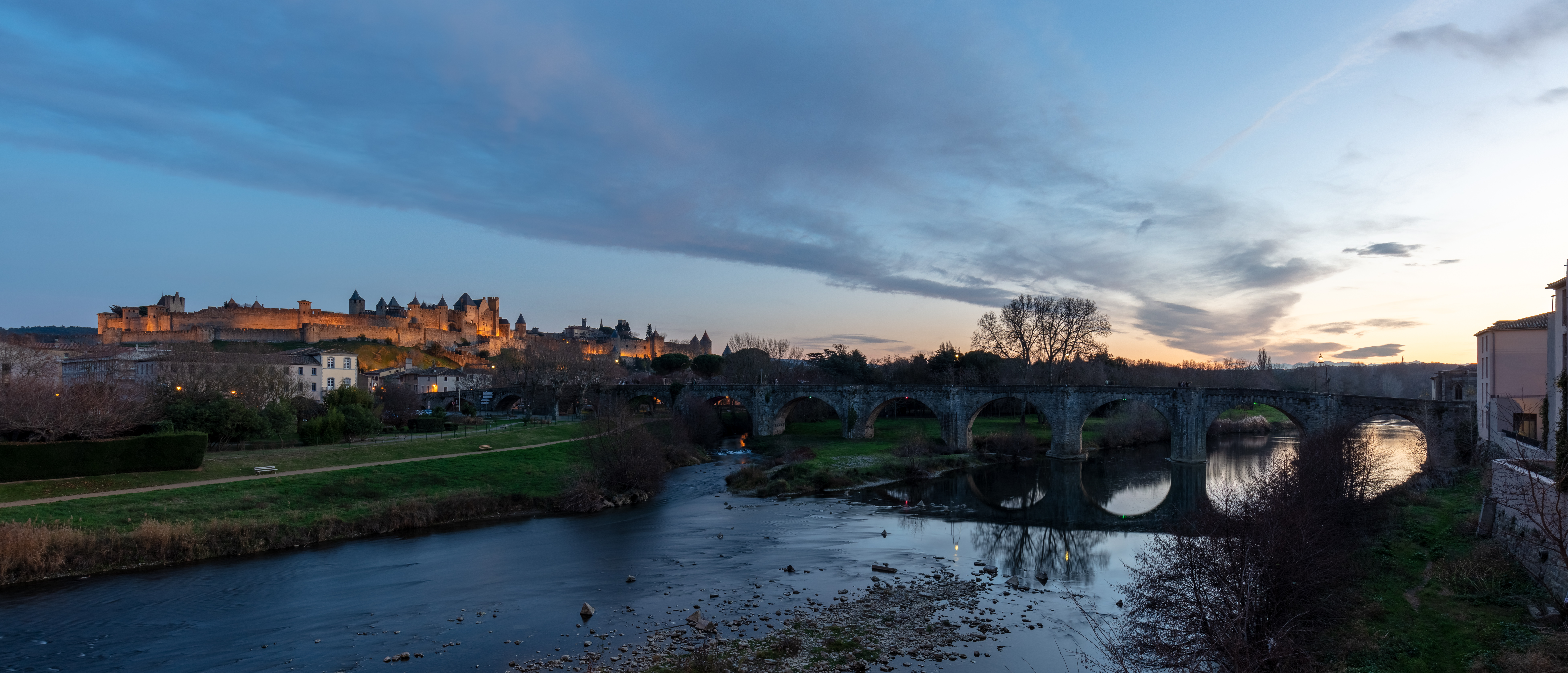
Vista de la Ciudad fortificada de Carcasona y del Pont Vieux, construido en el, que atraviesa el río Aude.

## Arquitectura
El carácter defensivo de la Cité a lo largo de su historia ha influenciado la complejidad de su arquitectura, donde se refleja notablemente el arte militar. Su sistema de defensa es excepcional debido a sus dimensiones y constituye la mayor fortaleza de Europa por su complejidad y la calidad en su conservación.

### Plano

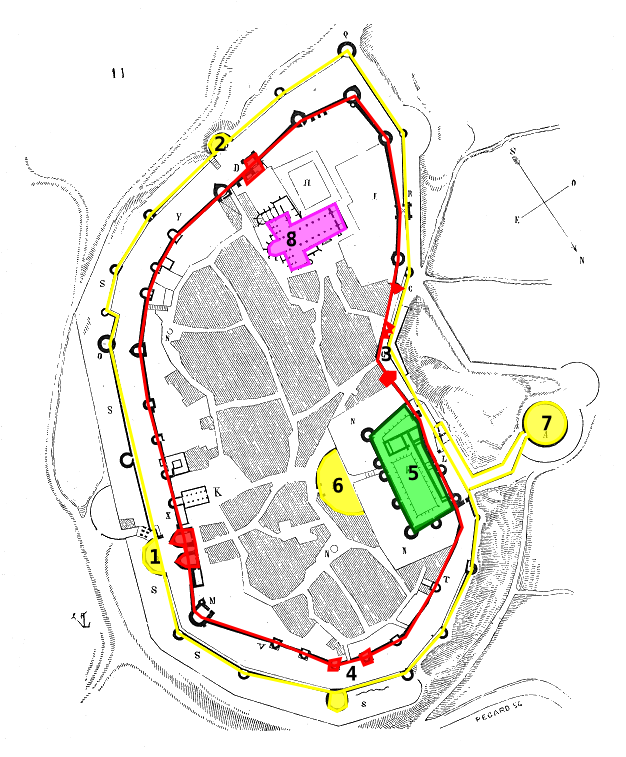
Plano de la Cité, realizado por Eugène Viollet-le-Duc, representándola gráficamente en el.

Las partes más destacables comprenden ambas murallas y varios edificios. El plano al lado permite localizar estos edificios descritos en las secciones siguientes. La muralla interior y las puertas están señaladas en rojo mientras que la muralla exterior y las barbacanas se encuentran representadas con amarillo, el castillo en verde y la basílica en rosa:
1. - Puerta de Narbona y barbacana de Saint-Louis,
2. - Puerta y barbacana de Saint-Nazaire,
3. - Puerta del Aude,
4. - Puerta del Burgo y barbacana de Notre-Dame,
5. - Castillo condal rodeado por un foso y construido a lo largo de la muralla interior,
6. - Barbacana del este que protege la entrada del castillo,
7. - Barbacana del Aude, actualmente destruida,
8. - Basílica de Saint-Nazaire.

### Murallas y torres
La protección exterior de la ciudad la aseguran dos recintos amurallados concéntricos, separados por una liza, con 52 torres, que suman en total 3 km de murallas. Por la parte alta de las murallas transcurre un camino de ronda, protegido por almenas y merlones y reforzado por cadalsos.
La muralla interna, cuyas partes más antiguas son de época galo-romana, de finales del siglo III, en época del llamado Imperio Galo, y que sirvió de defensa frente los visigodos en el siglo V, fue utilizada en la época feudal por la familia de los Trencavel, para ser posteriormente reconstruida cuando la ciudad fue ocupada por los reyes de Francia. Posee un perímetro de 1.070 m y se caracteriza por un paramento de piedra de gran tamaño y mortero duro, interrumpido por hileras de ladrillos que garantizan la estabilidad de la construcción, por sus propiedades de flexibilidad y recuperación, ante posibles impactos. Posee ventanas en arco de medio punto recalcadas por claves de ladrillos. Está flanqueada por torres en forma de herradura, cuadradas en el lado interno, el de la ciudad, y en semicírculo en la parte externa que da a la liza. La pared de este recinto tiene de dos a tres metros de grosor. 
Esta muralla interna fue reforzada por un recinto exterior, una segunda muralla, construida durante el siglo XIII, durante el reinado de Felipe III, fácilmente identificable por el uso de piedras en almohadilla en lugar de paramento. Cabe destacar el espacio, llano, existente entre ambas murallas: las lizas, que comportaban un importante papel defensivo en la época de su construcción antes del uso de artillería. Por una parte, la Cité se podía defender de sus atacantes desde dos líneas altas de tiro, las dos murallas; si era traspasado el recinto exterior, los atacantes quedaban en el espacio llano, retrasando su ataque y en situación especialmente vulnerable desprovistos de refugio, al que accedía la caballería y jinetes fácilmente. Durante esta época también se llevó a cabo la reconstrucción de la zona meridional de la muralla interior, de la Torre del Obispo y de la Torre de Saint-Nazaire.

#### Elementos galorromanos

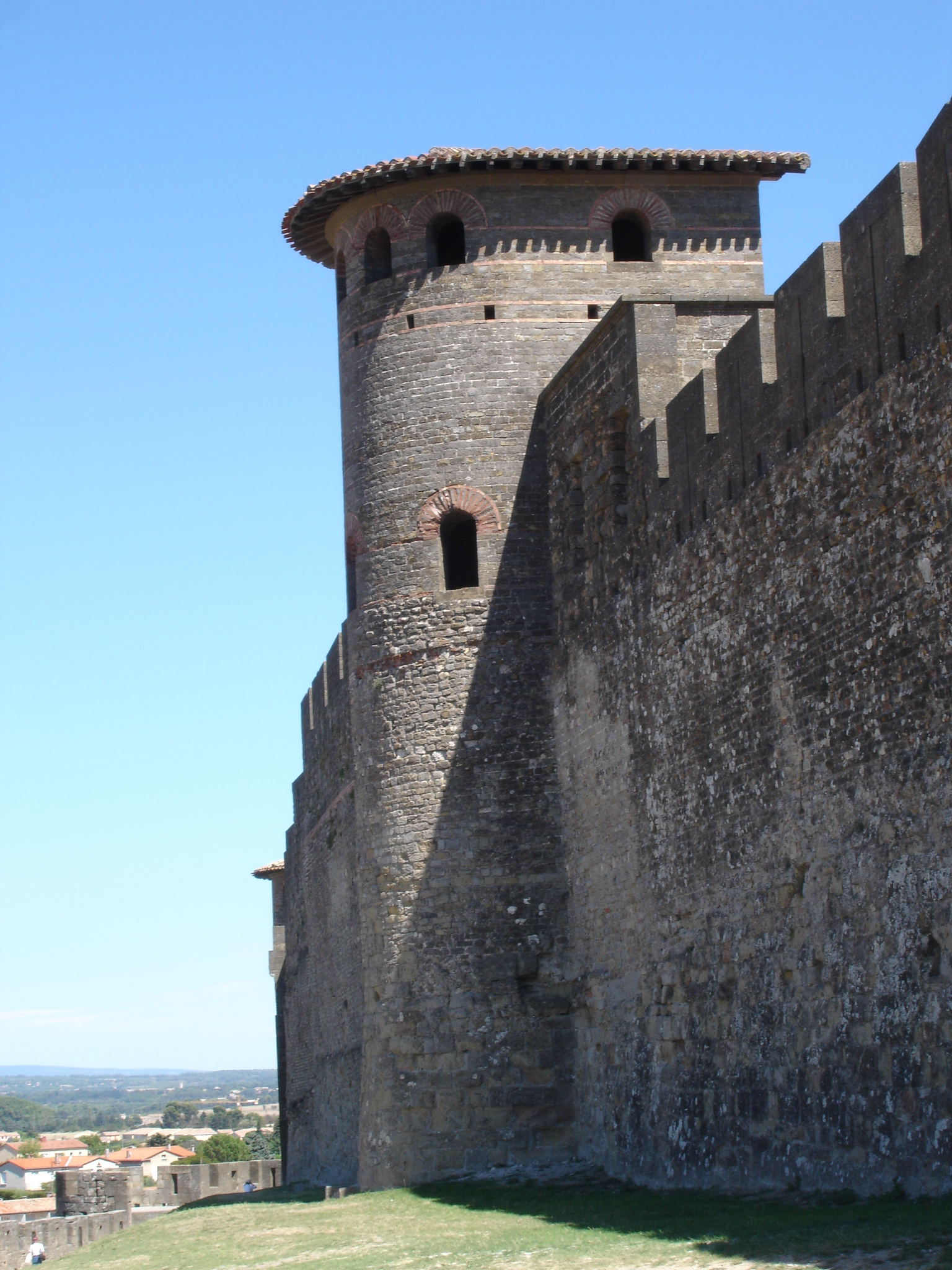
Torre galorromana con su característica forma de herradura.

La primera muralla, construida sobre el promontorio rocoso durante el periodo galorromano, permitía dominar el curso del río Aude y su valle. Tenía un perímetro de 1.070 m y protegía una ciudad de siete hectáreas. La base o fundamentos de esta construcción es visible desde las lizas: fue construida con grandes bloques de piedra y mortero duro, formando un muro de un espesor de 2 a 3 metros, el resto está formada por morrillos regulares e hileras de ladrillos.
Existen aún 17 torres galorromanas, más o menos alteradas y reformadas posteriormente, de las treinta originales del recinto, con alturas que varían de los 11,65 m a 13,70 m y cubiertas por tejas planas. Todas ellas tenían forma de herradura de caballo en la parte externa del recinto y plana en el interior, excepto la torre Pinte, de estructura únicamente rectangular. La parte inferior de las torres, cuyo diámetro es de entre 4,50 y 7 metros, es especialmente sólida debido al cuidadoso trabajo de albañilería. Los niveles superiores poseen grandes aspilleras adaptadas al uso de armas de tiro, con una determinada inclinación que garantizaba a la vez la defensa interior y la protección exterior ante tan amplias aberturas.

#### Construcciones y reformas en la Edad Media
A partir del siglo XIII, los reyes de Francia ordenaron la construcción de un segundo recinto exterior en torno a la Cité, de una altura entre 10 y 12 m, rodeado por un foso excepto en los lugares donde la pendiente del promontorio ya actúa como defensa natural. En este caso las torres se construyeron con forma redonda, en su mayoría con menos altura que las predecesoras galo romanas y sin techo para evitar refugio a asaltadores que las pudieran conquistar y así quedando al descubierto de los tiros de los defensores, desde muralla interior más elevada. Entre ambas murallas se dejó un espacio de separación considerable, las lizas, allanando el terreno con pendiente; la nivelación supuso rebajarlo dejando zonas con parte de los cimientos de la muralla exterior al descubierto, con las consecuentes obras llevadas a cabo sobre ellos como consolidación.
Bajo los mandatos de Felipe III el Atrevido y Felipe el Hermoso se construyen elementos que resaltan por sus grandes dimensiones y altura, además del empleo de la piedra en almohadilla, la puerta de Narbona, la de Saint-Nazaire y la torre del Tesoro. 
Otros elementos son incorporados o construidos durante la Edad Media, como la forma en la base de las torres, más amplia en su diámetro que el resto de la estructura, a fin de que los proyectiles lanzados desde el exterior reboten volviéndose contra los atacantes. También en las murallas se construyen cadalsos, es decir, estructuras de madera suspendidas sobre el vacío a modo de refugio a la vez que de aumento de precisión del campo de tiro de los ballesteros, o diversas garitas aprovechando salientes en los muros de las murallas.

#### Puertas de acceso

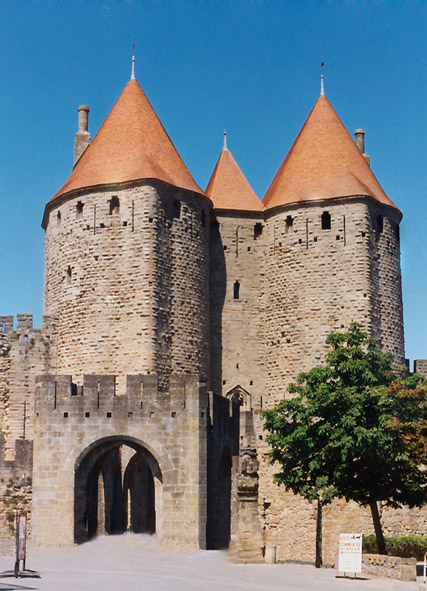
Puerta de Narbona con su barbacana.

En las murallas se encuentran cuatro puertas principales de acceso al interior de la Cité, situadas cada una de ellas en uno de los puntos cardinales. 

##### La puerta de Narbona
La entrada principal al recinto amurallado se encuentra en su sección oriental, por la llamada Porte Narbonnaise o Puerta de Narbona, orientada hacia la ciudad de la costa mediterránea que le da el nombre. Fue construida hacia 1280 durante el reinado de Felipe III de Francia y se compone de dos imponentes torres de tres niveles además de la planta baja, equipadas con un frente en forma de tajamar (bec) para el desvío de los proyectiles atacantes. La puerta de acceso está reforzada por un doble rastrillo y protegida por matacanes, desde donde se podían arrojar verticalmente objetos y materiales defensivos como aceite hirviendo, y por troneras, desde donde se podían disparar proyectiles de manera protegida. La planta baja de las torres y su primer nivel poseen techos abovedados mientras que el resto de los niveles se construyeron planos. Para poder soportar los períodos prolongados de asedio, en la torre norte se habilitó una estancia para la reserva de víveres mientras que la torre sur se equipó con una cisterna de agua.
Una fortificación avanzada o barbacana, llamada de "Saint-Louis", se encuentra justo enfrente de la puerta como puesto defensivo de vanguardia y que, a su vez, está defendida en su flanco derecho por un châtelet o atalaya desde donde se podía hostigar directamente a los atacantes en caso de que estos hubieran tomado esta posición. Finalmente, el conjunto se encuentra rematado por un pequeño altar coronado en forma de trébol y donde se emplaza una representación de la figura religiosa de la Virgen María.
La rehabilitación emprendida por Viollet-le-Duc de 1859 a 1860 la dotó de una imitación de puente levadizo que no existía originalmente, mientras que el almenado y la cubierta fueron reconstruidos con pizarra.

##### La puerta del Aude
La puerta del Aude, que se abre hacia el río Aude en el sector occidental del conjunto, por una de las zonas en las que el acceso al recinto fortificado resulta más difícil, se encuentra protegida por una barbacana, un castillete y un enorme matacán.

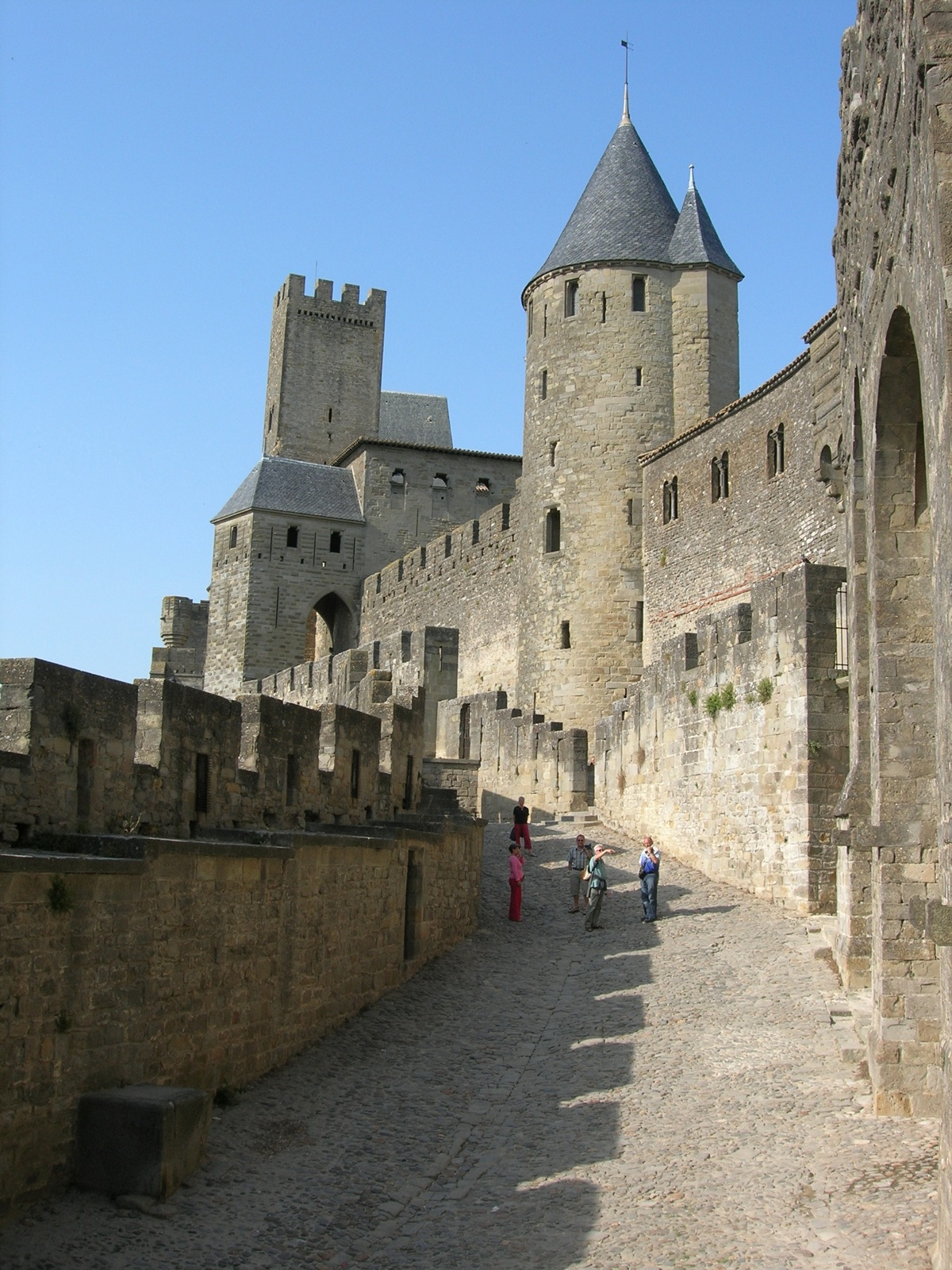
Muralla y puerta del Aude.

Emplazada en las cercanías del castillo condal, queda prolongada por la barbacana del Aude, que en 1816 fue parcialmente destruida con motivo de la construcción de la iglesia de Saint-Gimer, subsistiendo únicamente la rampa de acceso, que queda rodeada por muros almenados.
La configuración de la puerta pone de manifiesto un complejo sistema defensivo, ya que existen arcos que aparentemente contienen puertas en realidad inexistentes, tratándose únicamente de un modo de burlar los esfuerzos del presunto atacante por penetrar las defensas de la fortificación. Por el mismo motivo, se encuentran diversos pasillos con recovecos y entrecruzamientos, que pretenden coger en una trampa a los atacantes quedando expuestos a disparos desde todos los ángulos posibles. Es decir, se combinan con gran sofisticación en la puerta del Aude diversos sistemas de defensa activa y pasiva de la época.
La rampa de acceso se iniciaba en la barbacana hoy desaparecida; la pendiente asciende no en línea recta sino mediante diversas curvas y giros, para penetrar en la fortaleza atravesando en realidad dos puertas sucesivas.
Se trata de una parte de la muralla de origen visigodo, que quedaba reforzada en ese lugar por el hecho de estar sobre elevada la propia muralla, que a su vez se reforzaba con tres contrafuertes edificados en el siglo XIII.
La puerta es en forma de arco de medio punto, en el que quedan alternados sillares de piedra y ladrillo, como medio de reforzar aún más el conjunto, por la capacidad de absorción de impactos del ladrillo.
El matacán hoy visible no forma parte de la construcción original, sino que es un añadido efectuado por Viollet-le-Duc durante su restauración.

##### La puerta del burgo o de Rodez
Situada al norte, la puerta del Burgo o Rodez comunicaba la ciudad con el antiguo burgo de Saint-Vincent. Se hallaba defendida por la barbacana Notre-Dame y la torre Mourétis.
La puerta, bastante sencilla, se encuentra en las murallas entre dos torres. Durante la época de los visigodos se encontraba protegida por una especie de pabellón cuya muralla se prolongaba hacia el burgo de Saint-Vincent, sustituido posteriormente por una barbacana adelantada a la muralla exterior, la denominada Notre-Dame.

##### La puerta de Saint-Nazaire
La puerta Saint-Nazaire, situada al sur, se encuentra emplazada en la torre de planta cuadrada del mismo nombre. Originariamente fue construida siguiendo un planteamiento defensivo muy complejo, cuya estructura fue modificada en detrimento a este carácter durante las obras de rehabilitación de Viollet-le-Duc a mediados del siglo XIX. Da acceso a la muralla y a la Cité mediante un pasillo que da un giro de 90 grados y en el que cada entrada se encuentra protegida a su vez por matacanes y aspilleras.

#### Torres
La mayoría de las torres visigodas que aún se mantienen en pie, están asentadas sobre subestructuras romanas. Éstas bases de las torres son cuadradas o toscamente redondeadas. Las torres están espaciadas aproximadamente entre 25 y 30 metros, son cilíndricas en el exterior y terminan en escuadra hacia el interior de la ciudad, éstas están unidas entre sí por las murallas.

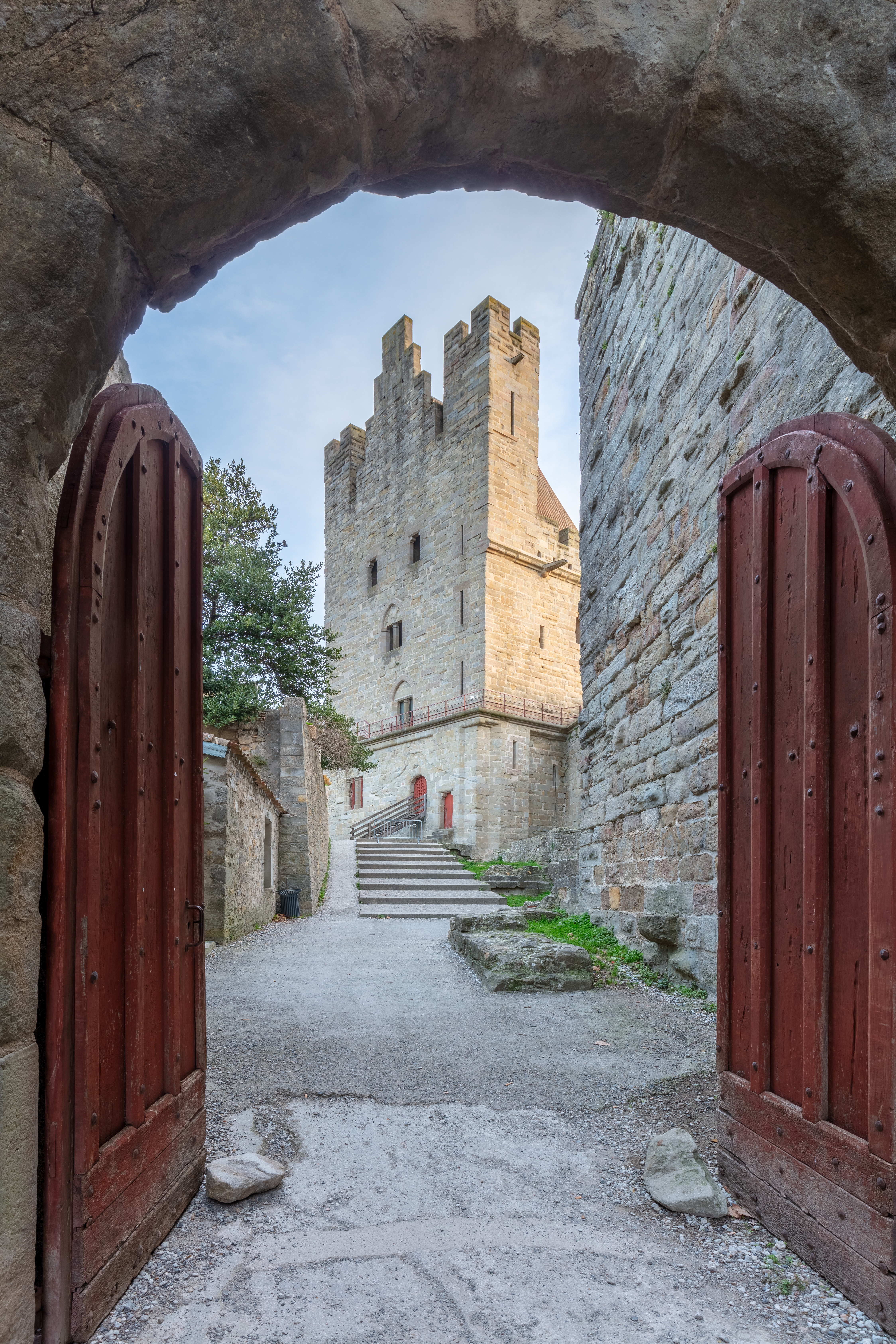
Torre del Tesoro.

En la parte cilíndrica de estas torres se abren grandes vanos. Toda la construcción visigoda está levantada sobre cimientos de pequeñas piedras de aproximadamente 0,10 a 0,12 m de altura, con hileras de grandes ladrillos alternos. 
Estaban equipadas con contraventanas de madera con pivotes horizontales que funcionaban como aspilleras. La cualidad de estas torres consistía en una almena cubierta. Desde las pasarelas de las murallas se comunican las torres mediante puertas cuyos dinteles de arco rebajado estaban aliviados por un arco de medio punto de ladrillo. La planta baja estaba comunicada con la almena superior  que se abría para el lado de la ciudad mediante una arcada perforada en el frontón. 
Entre las torres existentes, algunas de ellas merecen especial atención:
- Torre de Saint Nazaire. Torre de planta cuadrada, con función protectora y defensiva de la basílica de Saint-Nazaire, situada a 25 metros de ella, en la que se encuentra la puerta del mismo nombre.[54] Solo se podía acceder originariamente por una escalera de madera que se retiraba en caso de peligro y se encuentra equipada con cuatro garitas. Tiene dos plantas acondicionadas para la estancia de las guarniciones y cuerpos de mando, con chimenea.
- Torre del Tresau (o del Tesoro). Situada al noroeste de la Cité. Con salas abovedadas y ventanas de estilo gótico.
- Torre de la Justicia. Es una torre redonda con abovedado en ojiva. Refugio durante la época de la familia Trencavel, fue reforzada posteriormente por los ingenieros reales de Luis IX. En ella se encontraban probablemente el Tribunal de la Inquisición y las mazmorras. Desde ella se accede a una galería que dirige a la puerta del Aude, y en la que se encuentra una serie de ventanas geminadas románicas y una construcción defensiva en voladizo sobre la puerta de entrada: un saliente de mampostería con función de lanzar proyectiles en vertical.
- Torre del Obispo. Es una torre cuadrada construida en la liza existente entre las dos murallas, que impide la comunicación entre las murallas de la zona norte y las meridionales. Posee en cada una de sus cuatro esquinas atalayas.

### Castillo condal

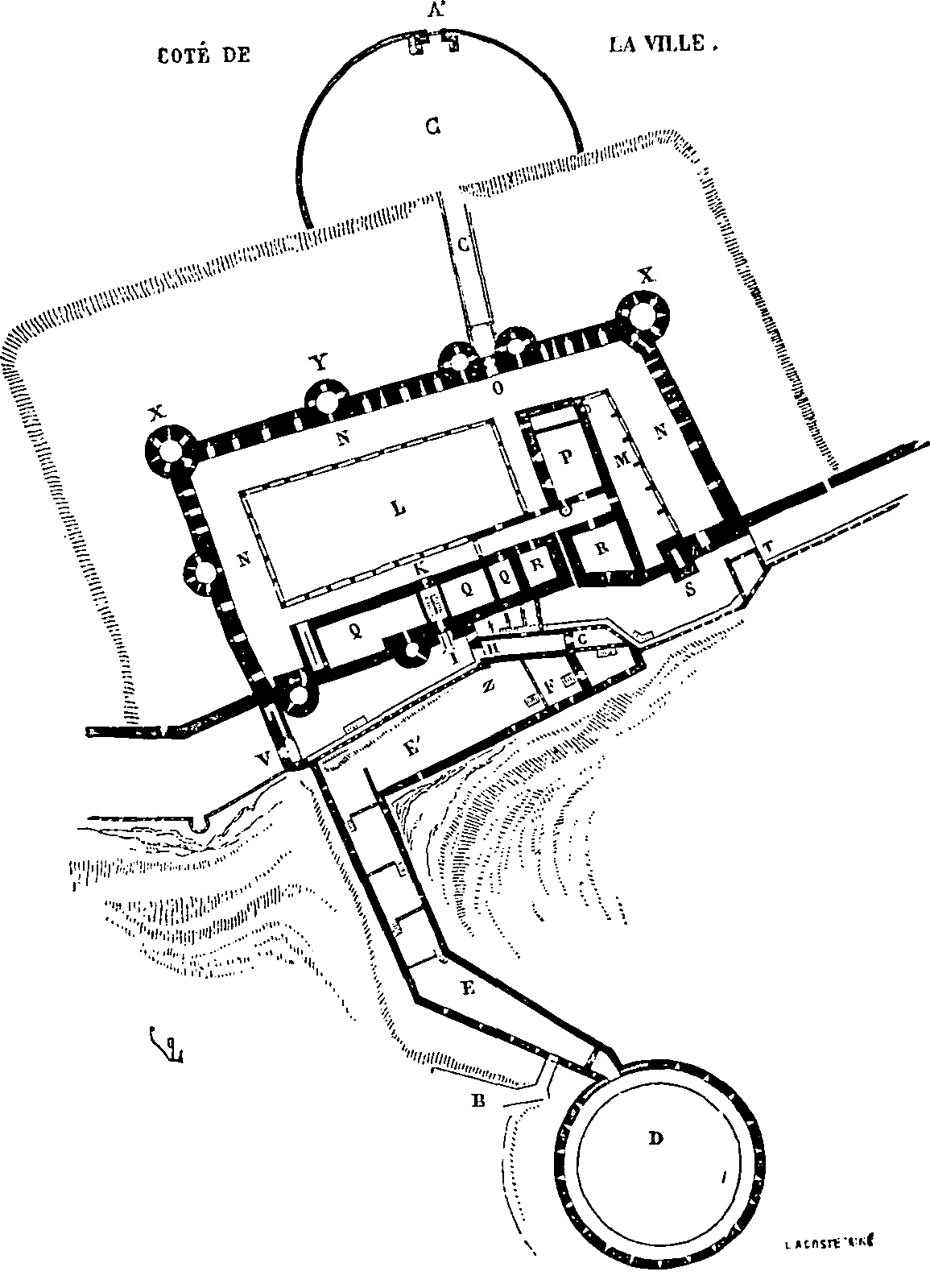
Croquis del castillo condal en la época de Eugène Viollet-le-Duc.

El castillo condal de la Cité, situado en el oeste de la ciudad fortificada, se encuentra adosado a la muralla más externa, en la zona del montículo donde la cuesta es más empinada. Fue construido en dos fases, con forma de paralelogramo extendido de norte a sur, con dos salidas, una al oeste contigua a la puerta del Aude y otra al este.
Su construcción fue iniciada por Bernard Aton IV Trencavel durante el período románico, hacia el año 1130, para sustituir a un primitivo castillo, probablemente situado donde se encuentra la puerta de Narbona. El castillo está constituido por dos cuerpos de edificio formando una «L» y dominado por una atalaya, la torre Pinte. Solo una empalizada separa el castillo del resto de la ciudad amurallada.
En la zona norte se encontraba una capilla en honor a la Virgen María, construida en el siglo XI como ampliación del castillo. Durante el transcurso de la Revolución Francesa (1789 - 1799) fue destruida. Actualmente para mostrar su ubicación original de época medieval, en el suelo hay unos marcadores que indican su localización. Los dos edificios principales de la fortificación están situados próximos a la torre del homenaje.

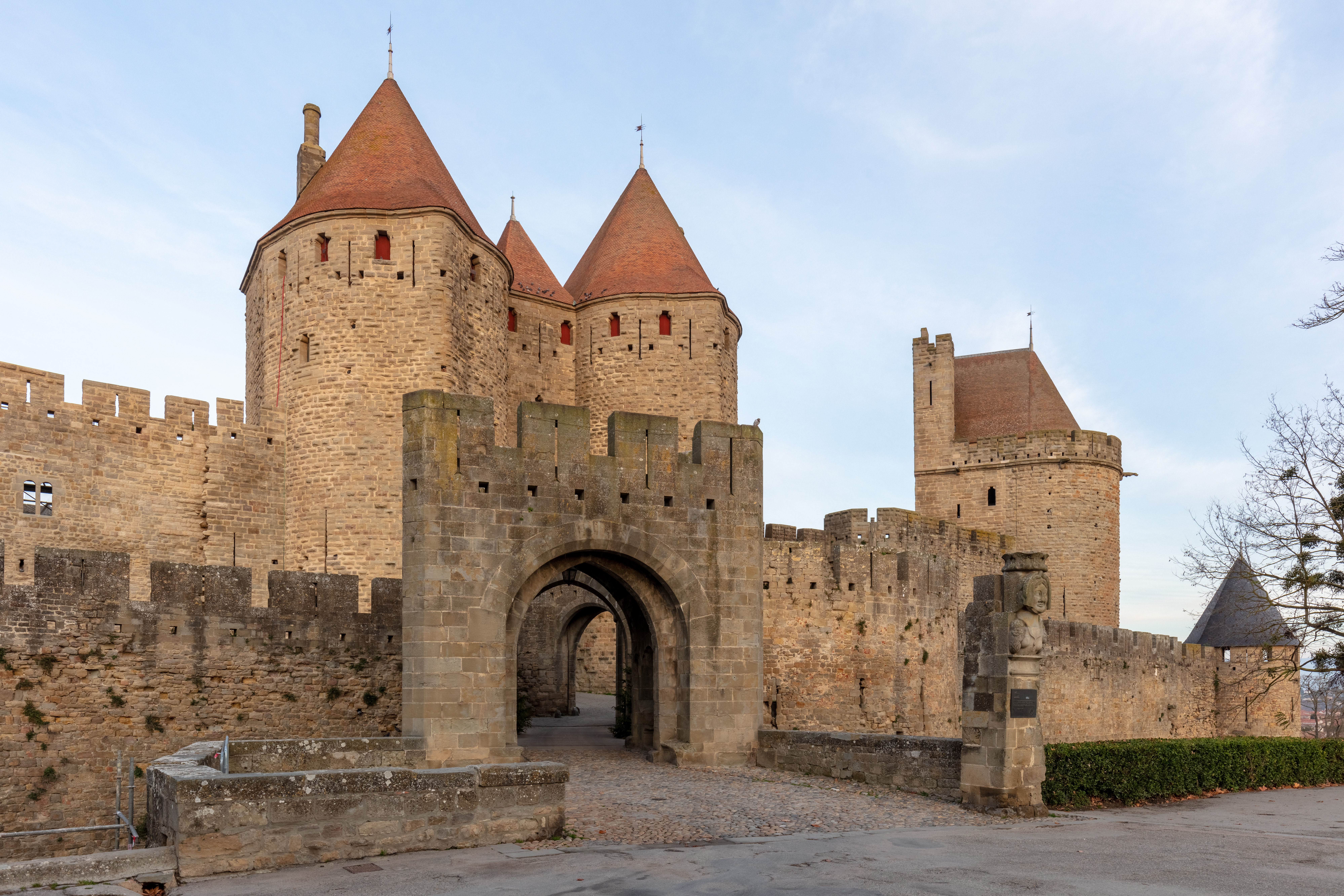
Entrada al castillo.

Durante la época de dominio real francés, entre 1228 y 1239, el castillo fue completamente rediseñado a fin de convertirse en una fortaleza dentro de la ciudad. Se construyeron varias estructuras. Una barbacana con un camino de ronda y una muralla de parapeto merlonado vigilaba la entrada del castillo, justo antes del foso que rodea completamente la pared interna. La puerta de entrada al castillo, enmarcada por dos torres, con matacán, solo es accesible por un puente con una parte fija de piedra seguido por una parte levadiza impulsada por contrapesos. Las murallas sustituyeron a la empalizada original y rodeaban completamente los edificios.
El castillo y sus murallas incluyen nueve torres, dos de las cuales son de época visigoda, la torre de la capilla y la torre Pinte, cuadrada, la más alta de la ciudad. Todas las demás, construidas a lo largo del siglo XII, poseen idéntica composición interna y externa: constan de tres pisos y una planta baja. En la planta baja y primer piso se encuentran techos abovedados, mientras que en los pisos superiores son simples. La comunicación entre los pisos se hace por medio de los agujeros que sirven de portavoz en las bóvedas y los pisos.
El acceso al castillo tras pasar la puerta principal conduce a un patio rectangular rodeado de edificios alternados de entre el siglo XII y el XVIII; las paredes septentrionales están flanqueadas por simples pórticos mientras que al sur y al este se encuentran dos edificios. En el del sur se encuentra la cocina y la torre Pinte, que da acceso a una segunda tribuna; poseía otra edificación, destruida, de la que son visibles las vigas del primer piso y varias ventanas.El castillo se puede visitar pagando una entrada.

### Basílica de Saint-Nazaire

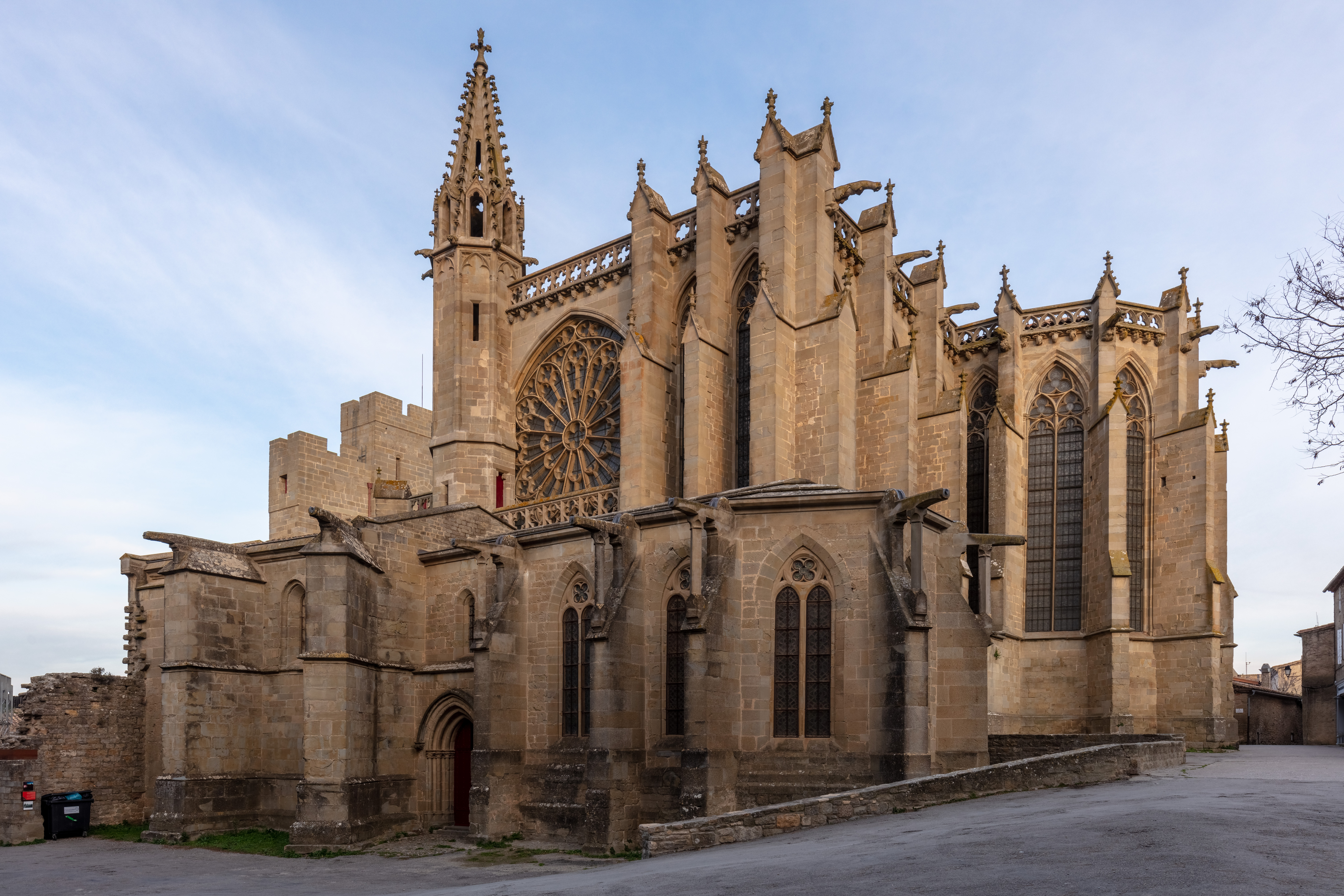
Basílica de la Cité de Carcasona.

La basílica de Saint-Nazaire, construida en gres (piedra arenisca) es una iglesia románica, cuya parte más antigua se remonta al siglo XI. En el emplazamiento originalmente se elevaba una catedral carolingia de la cual no queda ningún vestigio.
En vísperas de la culminación del arte románico, fue consagrada por el Papa Urbano II en 1096, hecho que impulsó a Trencavel a realizar una edificación mayor de lo previsto inicialmente. De este edificio solo subsisten los dos primeros pilares de la nave y la cripta, cuyo estado deteriorado sugiere que se trataba realmente de una obra previa. En el siglo XII se construye la nave actual, con seis tramos o envergaduras, que se dejó intacta durante las ampliaciones de la época gótica, al contrario de la cabecera del siglo XI, que se destruyó totalmente. El portal románico también se reformó completamente en el siglo XIX durante la restauración de Viollet-le-Duc.

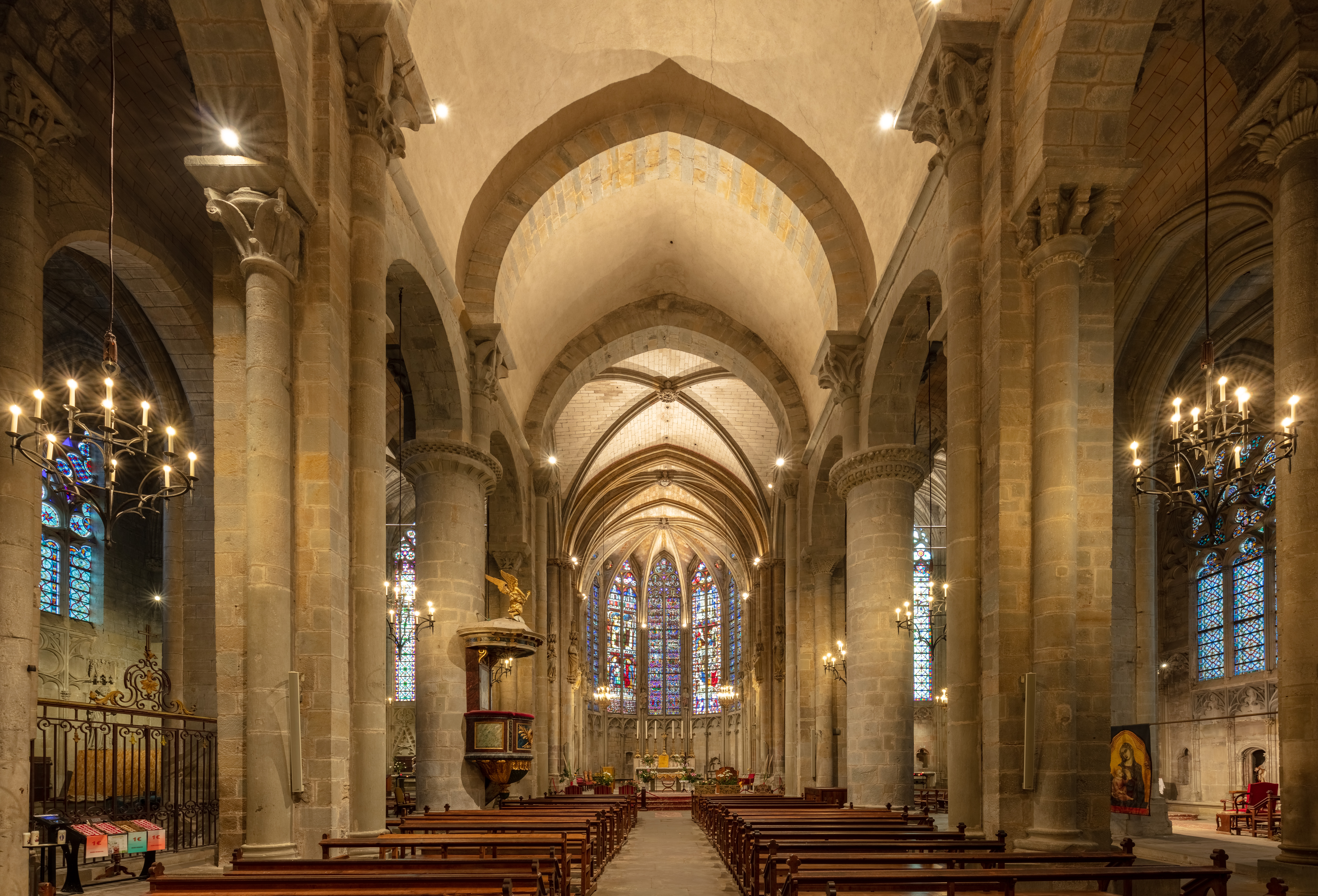
Interior de la Basílica de Saint-Nazaire.

La basílica fue ampliada entre 1269 y 1330, ya en el gótico importado por los nuevos dueños de la región provenientes del norte de Francia, con un crucero y un coro muy delgados, decorada con esculturas y un conjunto de vidrieras que se encuentran entre las más bellas del sur de Francia. Un prelado constructor, Pierre de Rochefort, financió la construcción de una gran parte de la escenografía y la terminación de las bóvedas. Su escudo de armas es visible en el coro, el ábside y el brazo meridional del transepto, mientras que la capilla colateral situada en el norte del edificio alberga el monumento conmemorativo de la muerte del contribuidor. También el arzobispo de Carcasona Pierre Rodier, tiene su escudo de armas en la capilla colateral sur.
La restauración de Eugène Viollet-le-Duc transformó el exterior de la basílica aunque en el interior las reformas son mucho más notables, con los dos estilos, gótico y románico, superpuestos en las vidrieras, esculturas y decoraciones de la iglesia. Las fachadas presentan diversas vidrieras, de los siglos XIII y XIV, que representan escenas de la vida de Cristo y sus apóstoles. En 1801, a la iglesia se le quitó el rango de catedral de Carcasona en favor de la iglesia de Saint-Michel, situada fuera la Cité. Esta transferencia tuvo lugar a la vez que era abandonada por sus habitantes en beneficio de la ciudad baja. Se convierte en basílica en 1898 por el papa León XIII.
Una comunidad de canónigos vivía cerca de la catedral en una casa adjunta con el dormitorio en la zona oriental, el refectorio y cocinas en el sur y las bodegas y establos en el oeste, pero los edificios fueron demolidos en 1792.
El claustro, también situado en la zona sur, se reconvirtió en un teatro al aire libre, Gran Teatro de la Cité, edificado en el año 1908.

## La leyenda de laDama Carcas: origen del nombre

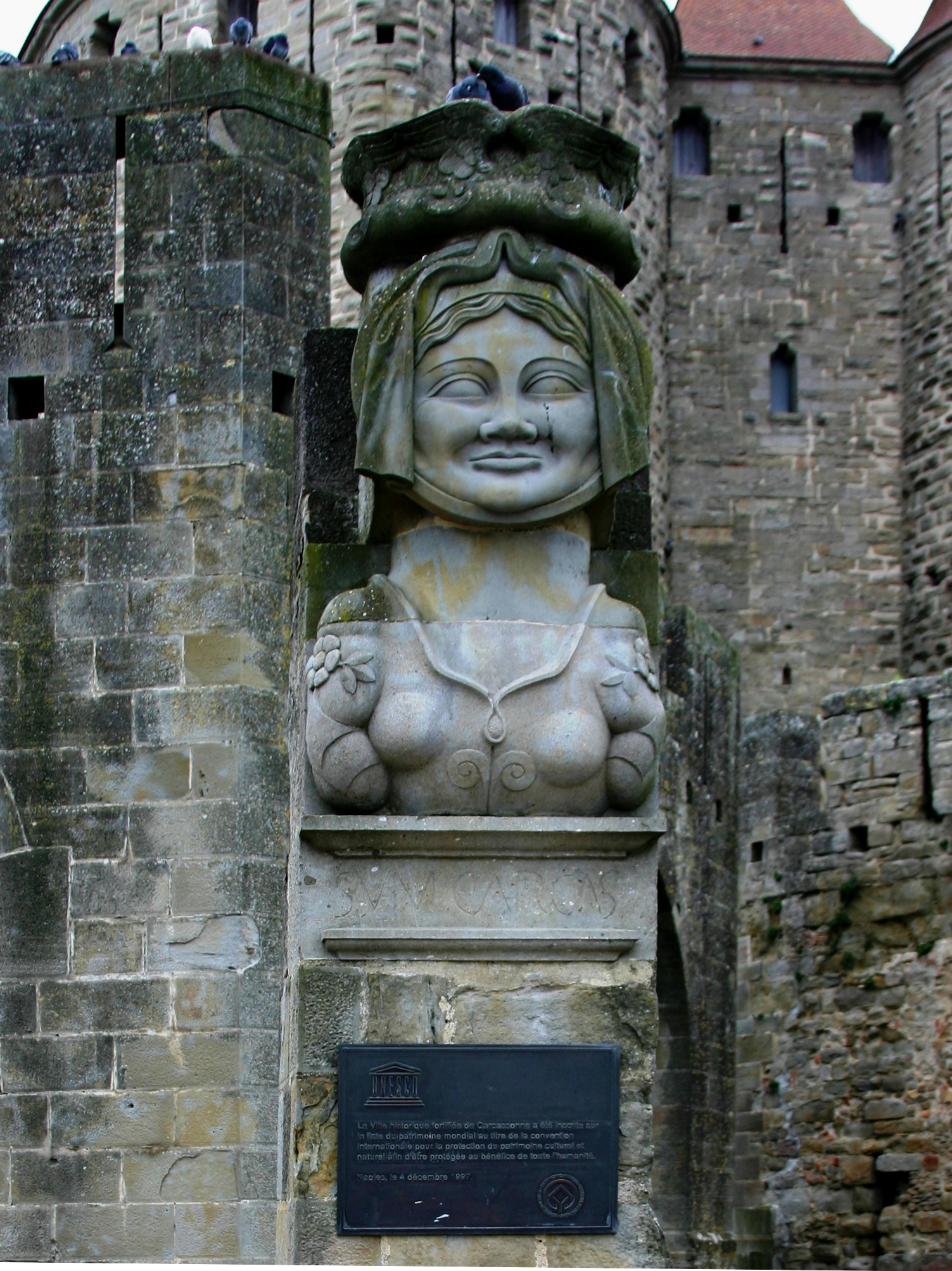
Busto de la Dama Carcas, situado frente a la puerta de Narbona.

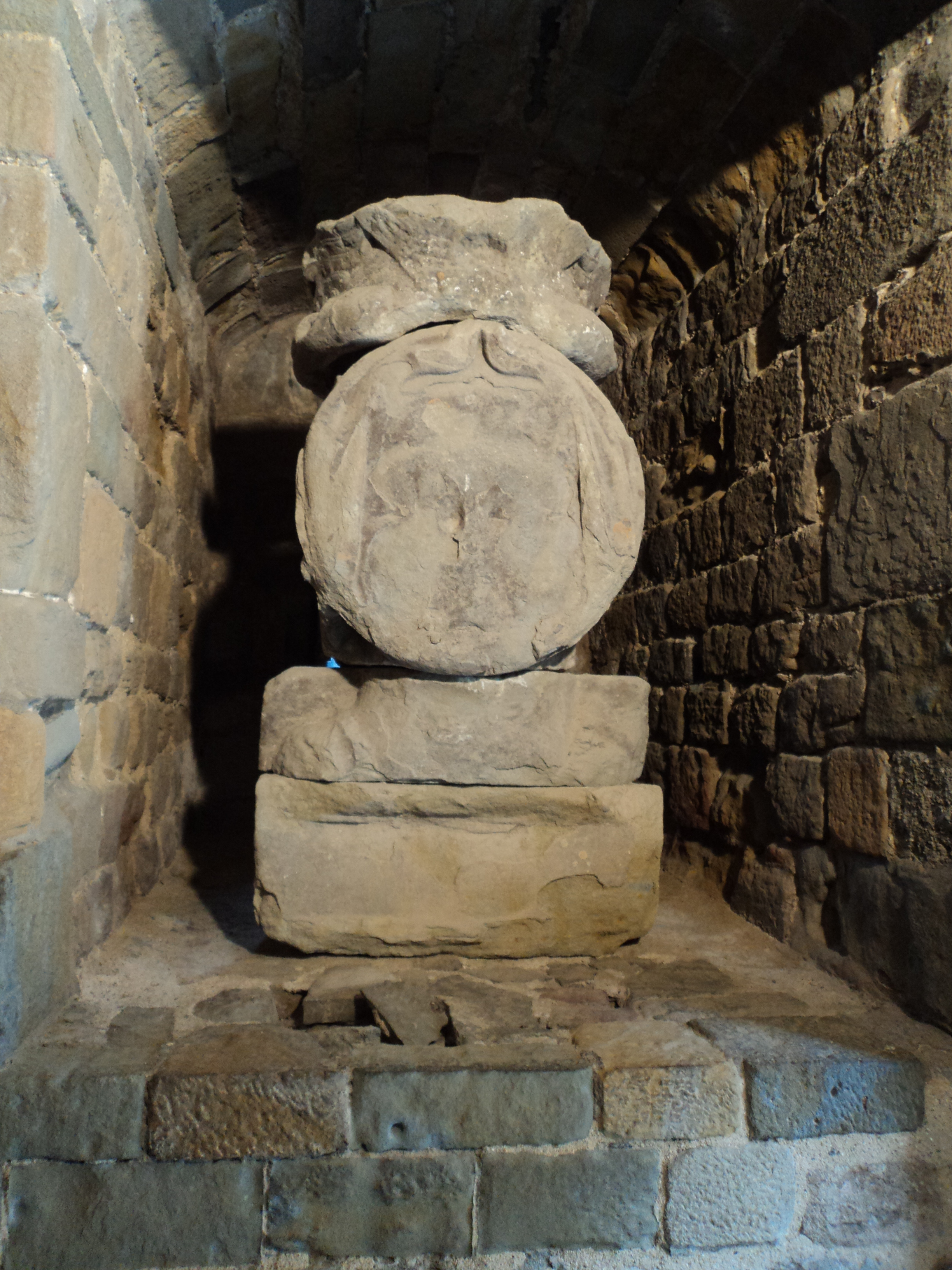
Busto original de la Dama Carcas. El situado frente a la puerta de Narbona es una réplica.

Según una tradición, el topónimo Carcasona deriva del nombre de una princesa sarracena protagonista de una anécdota cuya historia, elevada al rango de leyenda, remonta a los tiempos de la ocupación musulmana y del emperador Carlomagno a principios del siglo VIII. Tras ser ocupada por las fuerzas musulmanas que acababan de conquistar el reino visigodo de Hispania y sus posesiones de Septimania, la plaza fuerte de Carcaso se dispuso a afrontar un asedio emprendido por el ejército de Carlomagno que se extendió durante cinco años. Al frente de los caballeros que defendían la ciudad se encontraba la dama Carcas, pues su esposo había resultado muerto. Al inicio del sexto año del sitio las provisiones de alimentos y agua comenzaron a escasear y Carcas ordenó entonces realizar un inventario de los recursos todavía disponibles. La población le presentó como únicos víveres un cerdo y un saco de trigo, pero a pesar de ello la dama Carcas ideó una estratagema, ordenando que se cebara el animal con todo el trigo contenido en el saco y a continuación, que se lanzara al pie de las murallas desde la torre más alta de la fortificación.
La reacción de Carlomagno y sus tropas ante el espectáculo del animal lleno de trigo que acababa de ser desperdiciado fue la de interpretar que los habitantes disponían de víveres en abundancia por lo que cayendo en el engaño y considerando inútil el ataque, dispusieron retirarse poniendo fin al asedio. A la vista del ejército imperial en retirada, Carcas ordenó que se hicieran sonar todas las campanas de la ciudad y fue en ese momento que uno de los hombres de Carlomagno exclamó:

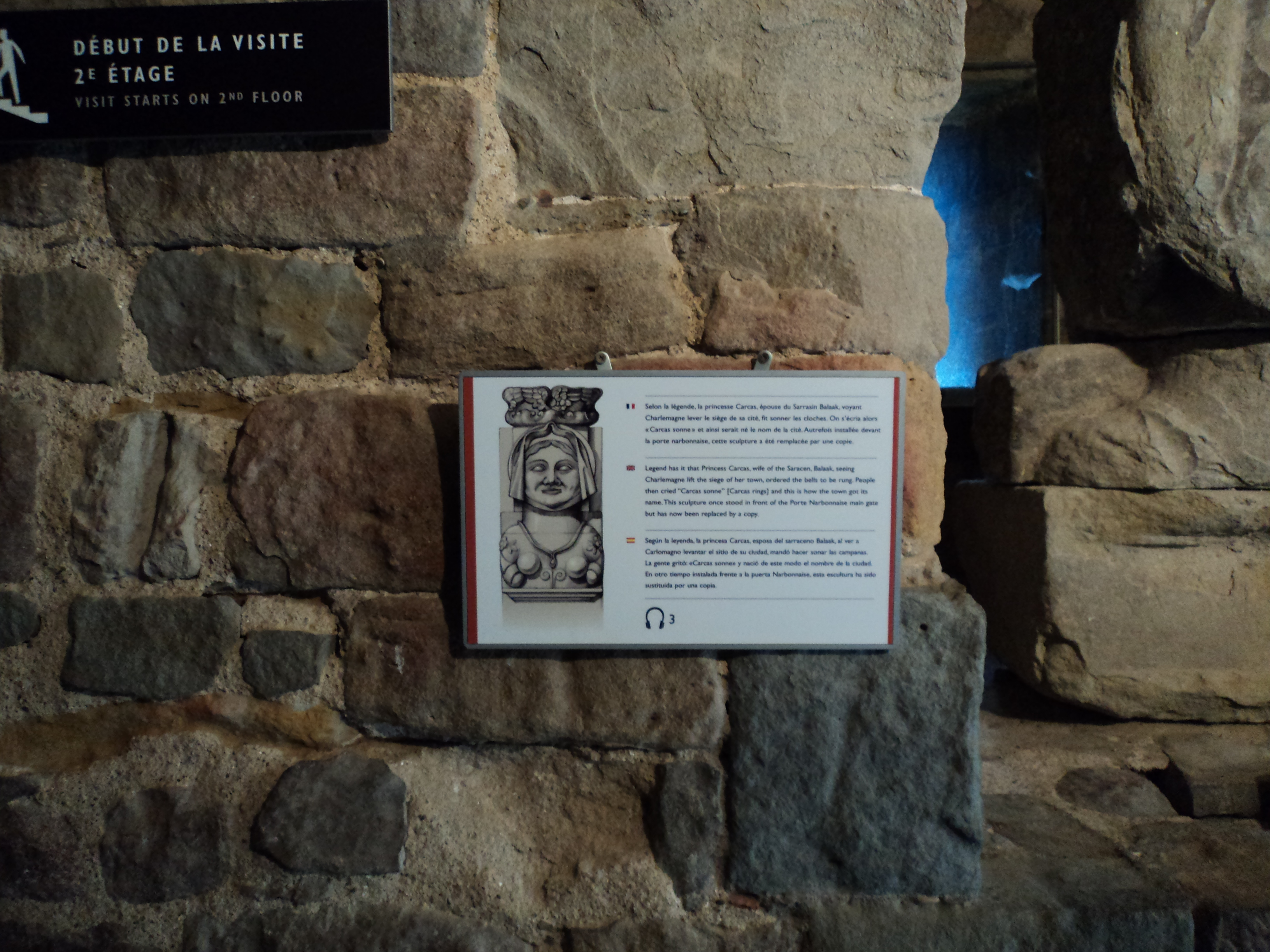
Leyenda del Busto de la Dama de Carcas.

## Carcasona en el cine
La ciudad histórica fortificada ha servido de escenario a diversos largometrajes cinematográficos que han aprovechado su estado de conservación para recrear los paisajes urbanos de la Edad Media. En 1908, Louis Feuillade dirigió la película Le retour du croisé, Marc Allégret en 1934 Sans famille; y Serge de Poligny, La fiancée des ténèbres en 1944 (durante la ocupación nazi) sobre la tragedia de los cátaros.
Tras la recuperación de la industria cinematográfica europea después de la Segunda Guerra Mundial, Gérard Oury filmó en 1965 El Hombre del Cadillac (Le Corniaud), una divertida comedia con Louis de Funès, que fue seguida por realizaciones internacionales de carácter histórico, como El león en invierno (The Lion in Winter) del director británico Anthony Harvey en 1968 con Peter O'Toole y Katharine Hepburn quien ganó un Óscar por su interpretación de Leonor de Aquitania. Más tarde, fue filmada La prometida (The Bride) de Franck Roddam en 1985, una recreación de la obra Frankenstein con la colaboración de Sting y Jennifer Beals en los papeles principales.
En los años 1990 Carcasona sirvió de escenario para dos grandes superproducciones que alcanzaron un gran éxito de taquilla: Robin Hood: príncipe de los ladrones de Kevin Reynolds en 1991, con la participación de Kevin Costner y Los visitantes de Jean-Marie Poiré en 1992, con Jean Reno y Christian Clavier en el papel de los personajes principales.
En 1997, el egipcio Youssef Chahine realizó El destino (al-Massir), con la que nuevamente la ciudad sirvió para recrear un ambiente medieval, esta vez, el de los tiempos del filósofo Averroes y del Al-Ándalus.